# Art nouveau en Belgique

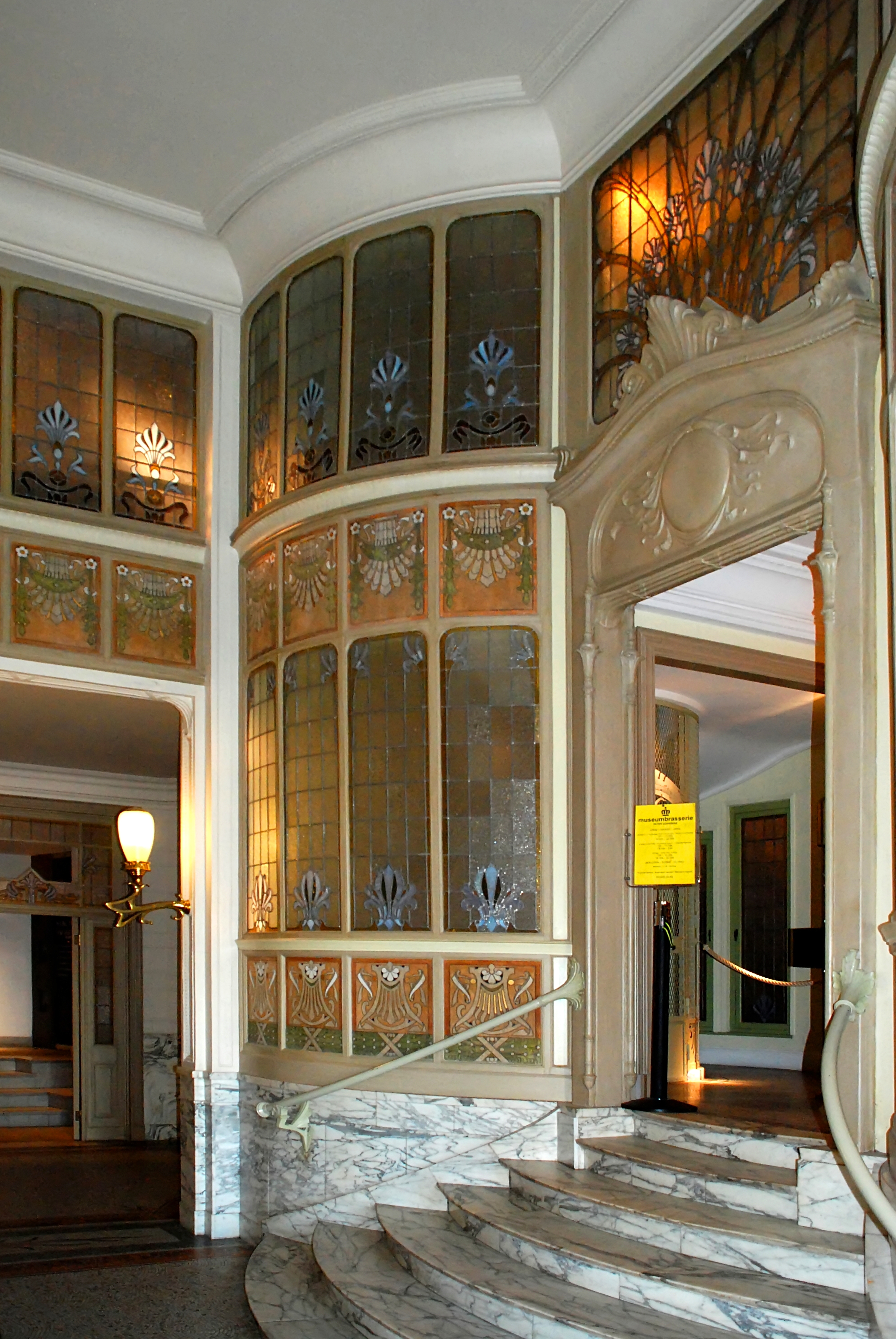
Léon Govaerts : Hôtel Gresham.

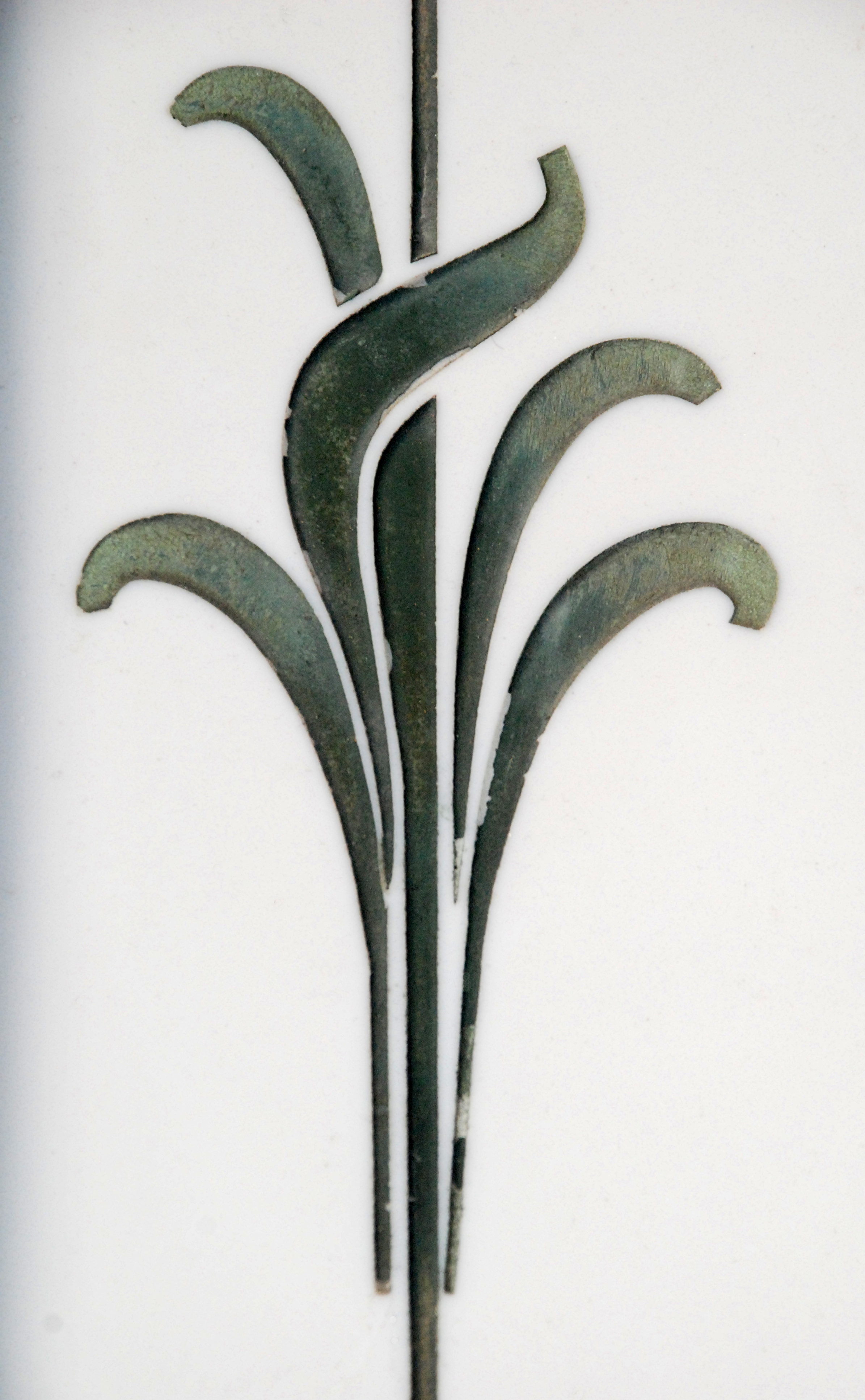
Léon Govaerts : Hôtel Gresham.

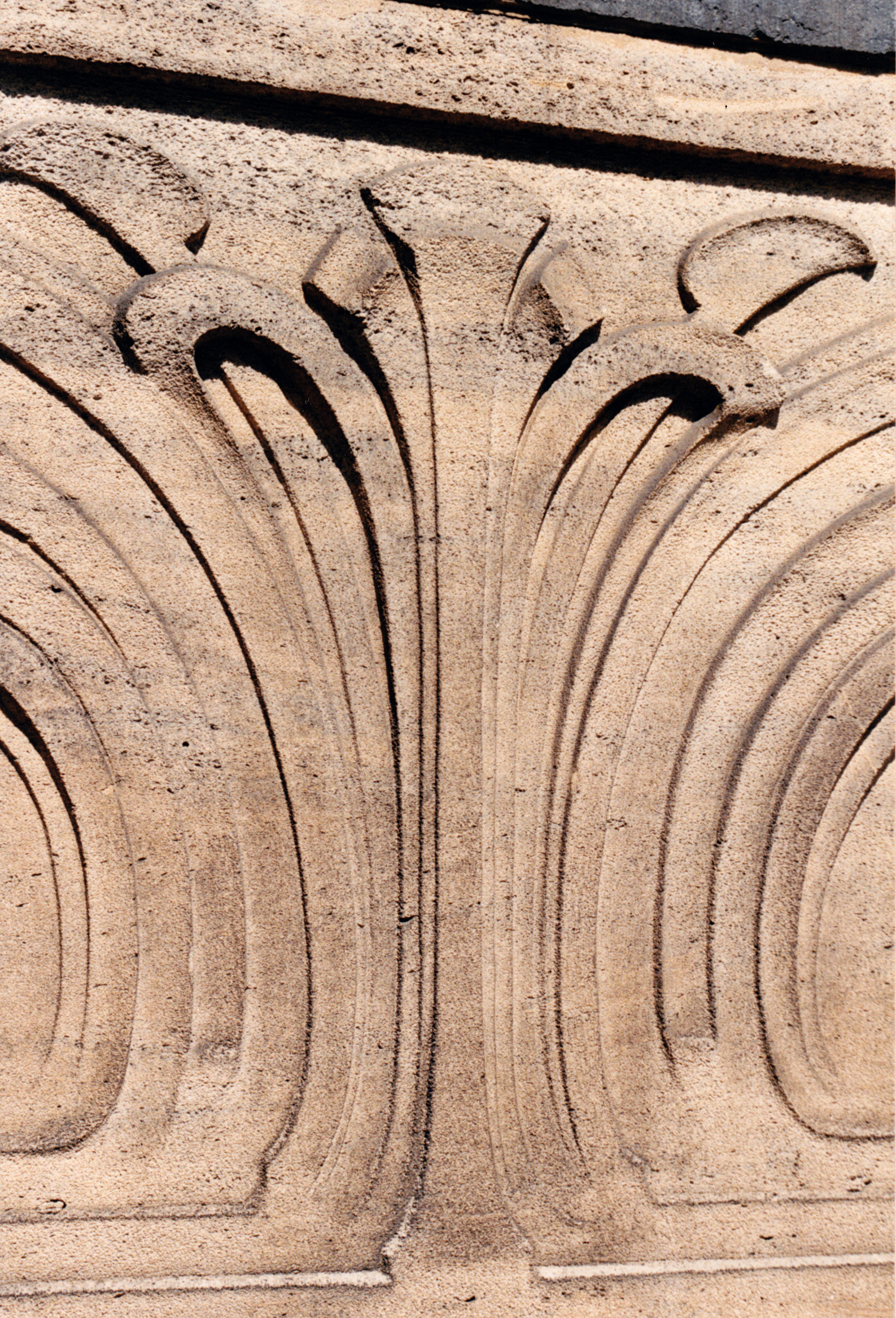
Bas-relief de la Maison Aglave.

L'Art nouveau naît en Belgique en 1893, lorsque Victor Horta construit l'Hôtel Tassel.
Le style de Horta rencontre beaucoup de succès auprès de la haute bourgeoisie qui, après l'Hôtel Tassel, lui commande de nombreux hôtels de maître, puis se déploie dans le secteur alors en plein développement des grands magasins, avant de faire de nombreux émules.
L'art nouveau belge s'impose également dans l'architecture scolaire avec les œuvres d'Henri Jacobs puis influence plusieurs pays européens comme la France, l'Allemagne, les Pays-Bas et l'Autriche.

## Historique

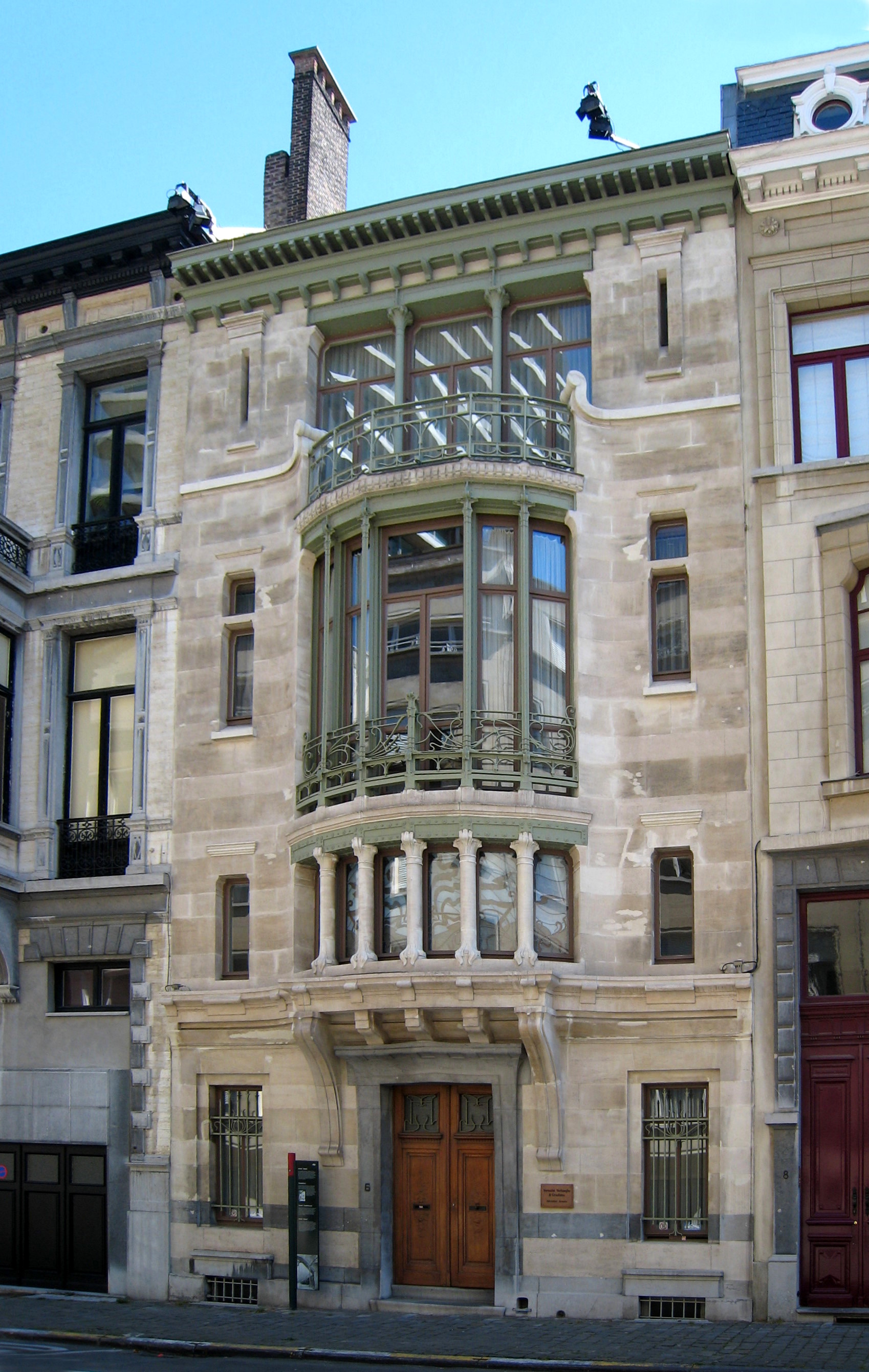
Hôtel Tassel (1893).

### La genèse
Avec l'Hôtel Tassel, édifié en 1893, Victor Horta entend inventer un style nouveau, un « Art nouveau », et réagir à l'architecture éclectique en Belgique qui avait dominé tout le XIXe siècle et se contentait de copier le passé en le déclinant sous diverses formes (éclectisme pur, néoroman, néogothique, néo-Renaissance italienne, néo-Renaissance flamande, néo-Tudor, néobaroque…).
La même année, Paul Hankar construit sa maison personnelle rue Defacqz dans un style « Art nouveau géométrique » bien différent de l'« Art nouveau floral » de Victor Horta.

### Le succès

#### Les hôtels de maître
Le style de Horta rencontre beaucoup de succès auprès de la haute bourgeoisie qui, après l'Hôtel Tassel, lui commande de nombreux hôtels de maître, comme l'Hôtel Frison (1894), l'Hôtel Winssinger (1894-1897), l'Hôtel van Eetvelde (1895), l'Hôtel Deprez-Van de Velde (1895-1896), l'Hôtel Solvay (1898)…
À ces grands hôtels de maître il faut ajouter des demeures plus modestes comme la maison-atelier du sculpteur Fernand Dubois (1901-1903), la maison Sander Pierron (1903), sans oublier la maison personnelle de Horta (1898-1901).

Hôtels de maître de Victor Horta
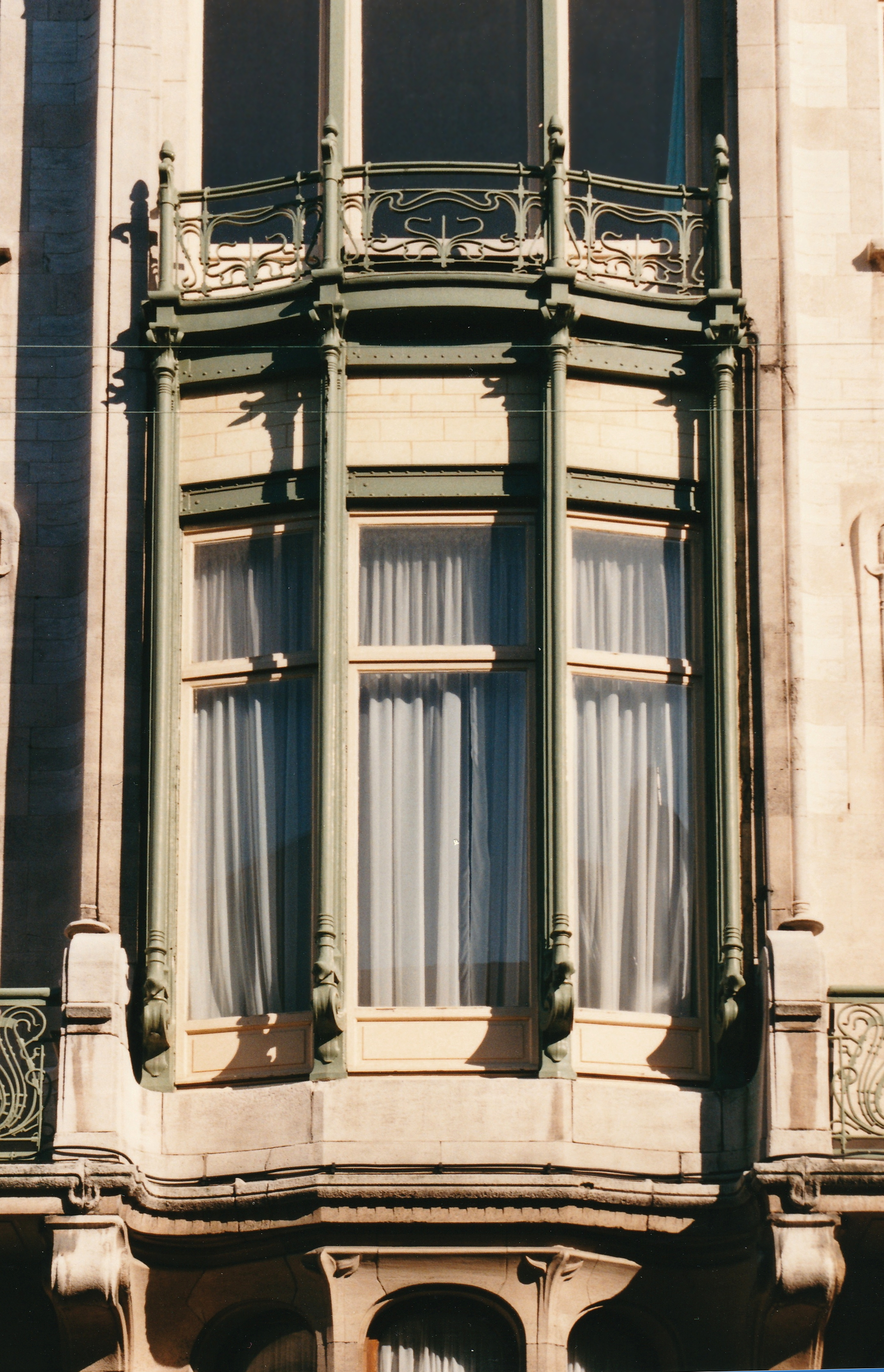
Hôtel Winssinger.
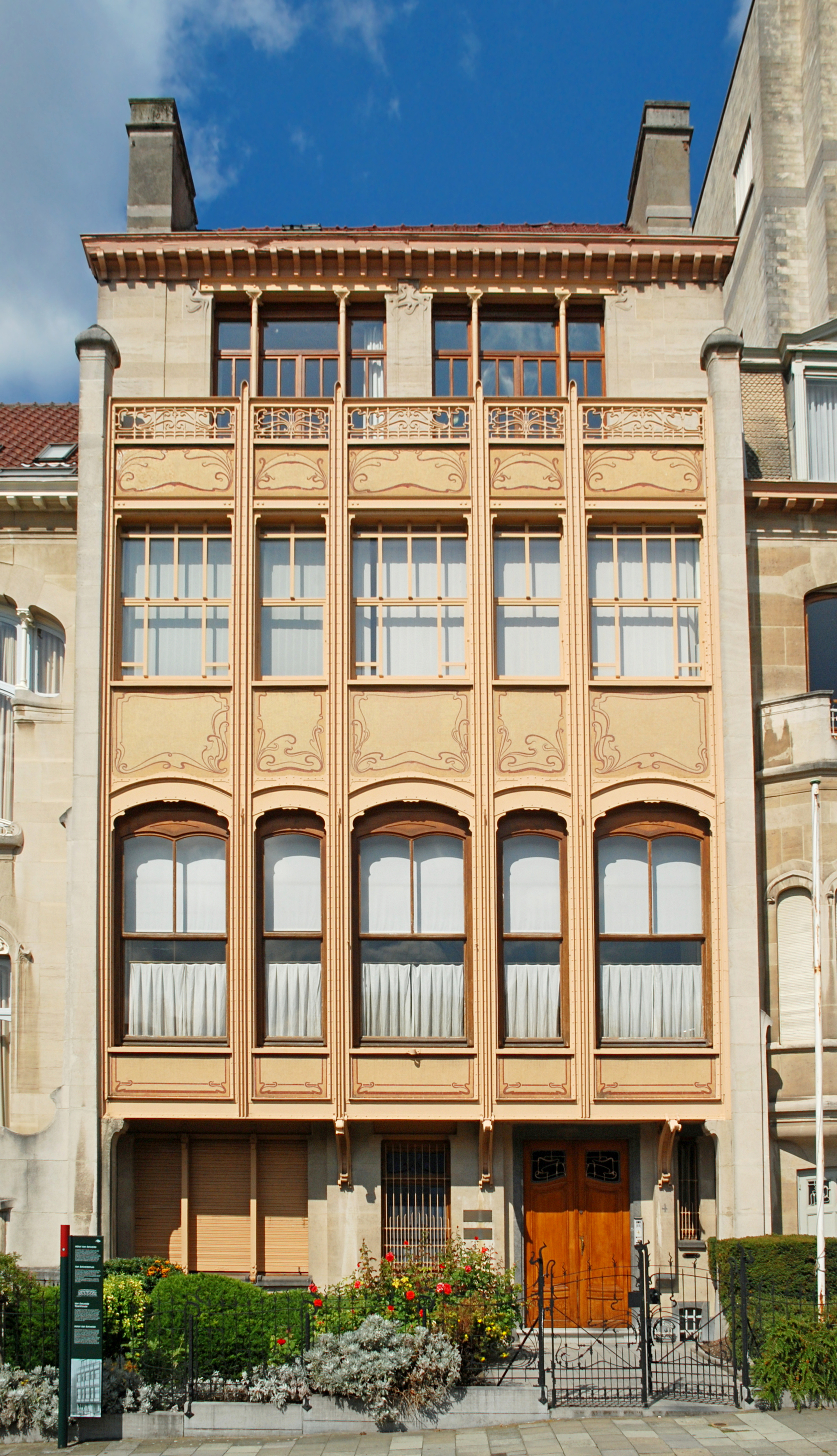
Hôtel van Eetvelde.
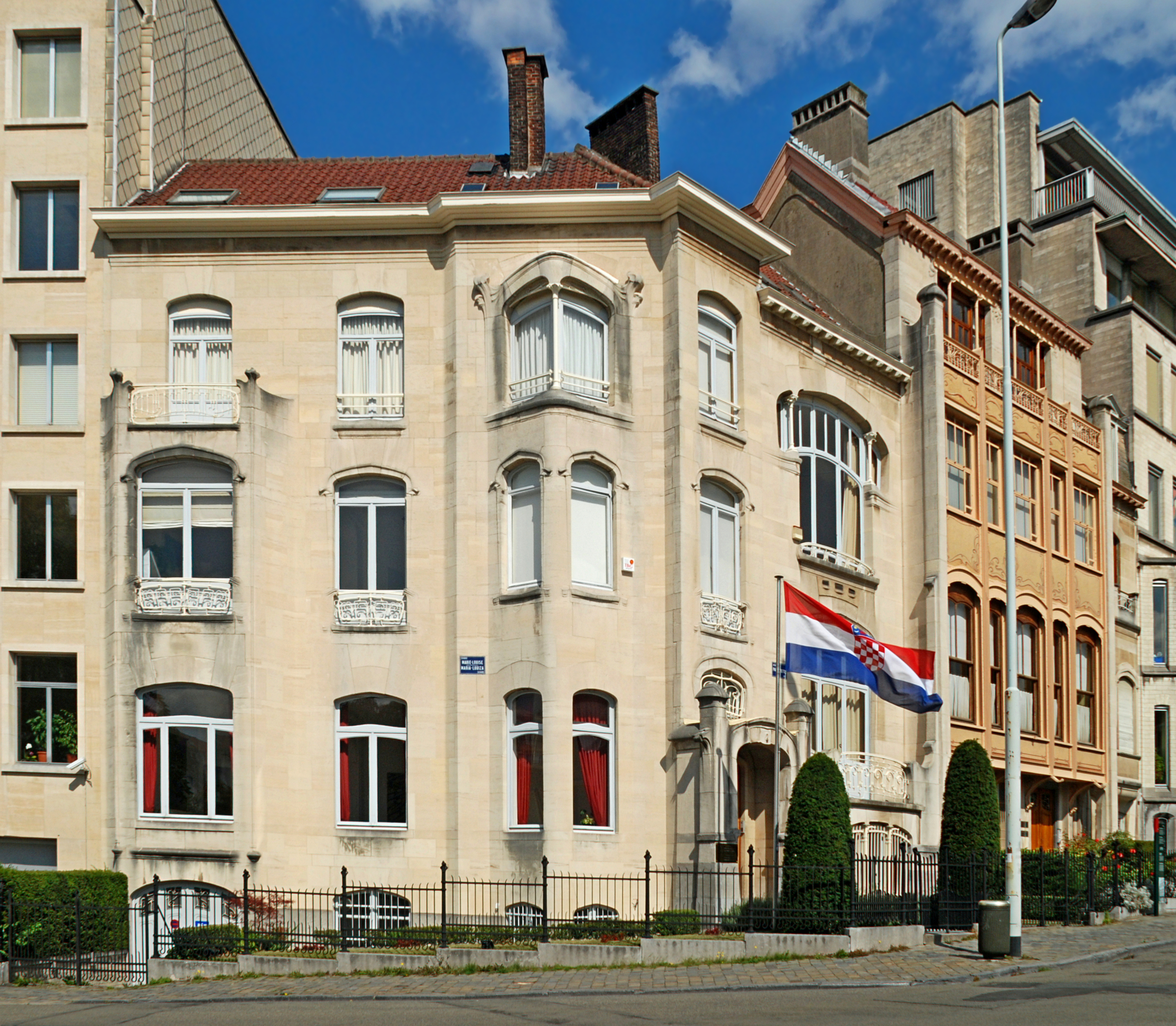
Extension de l'Hôtel van Eetvelde.
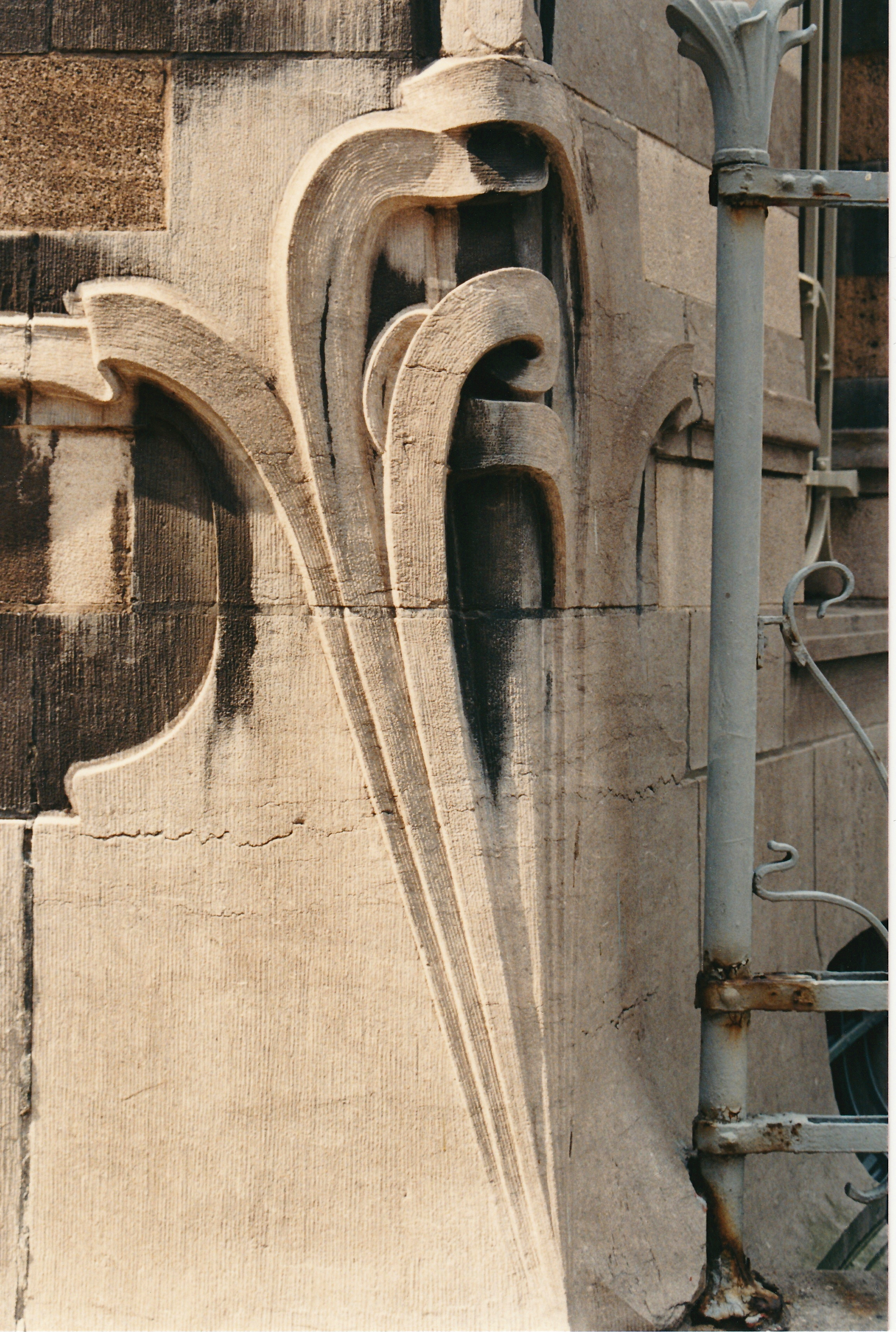
Hôtel Deprez-Van de Velde.
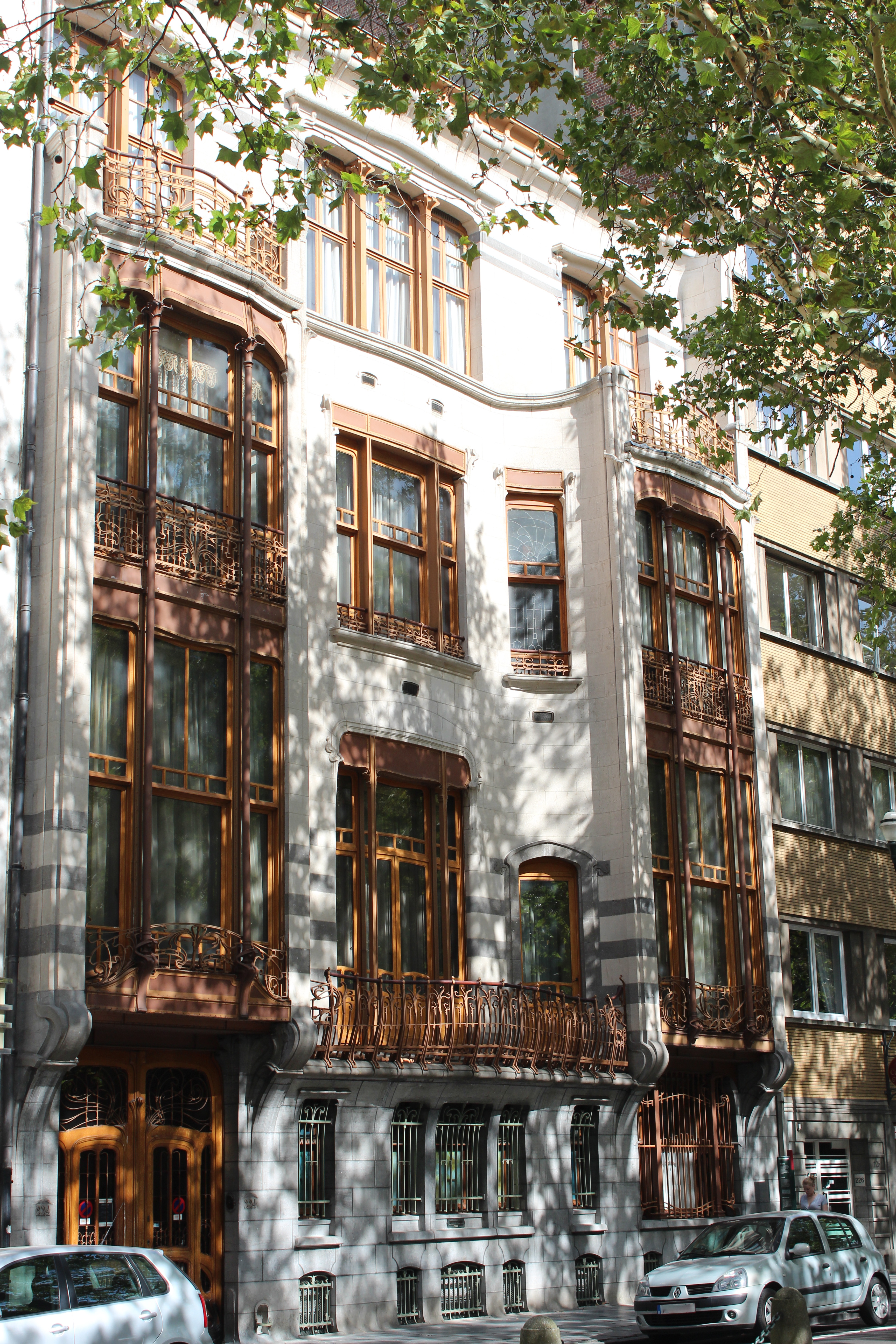
Hôtel Solvay.

#### Les magasins et grands magasins
Le style de Victor Horta s'impose aussi dans le secteur alors en plein développement des magasins (avec les magasins Waucquez en 1906 et les magasins Wolfers frères en 1909) et des grands magasins (avec L'Innovation en 1900 et le Grand Bazar Anspach en 1903).

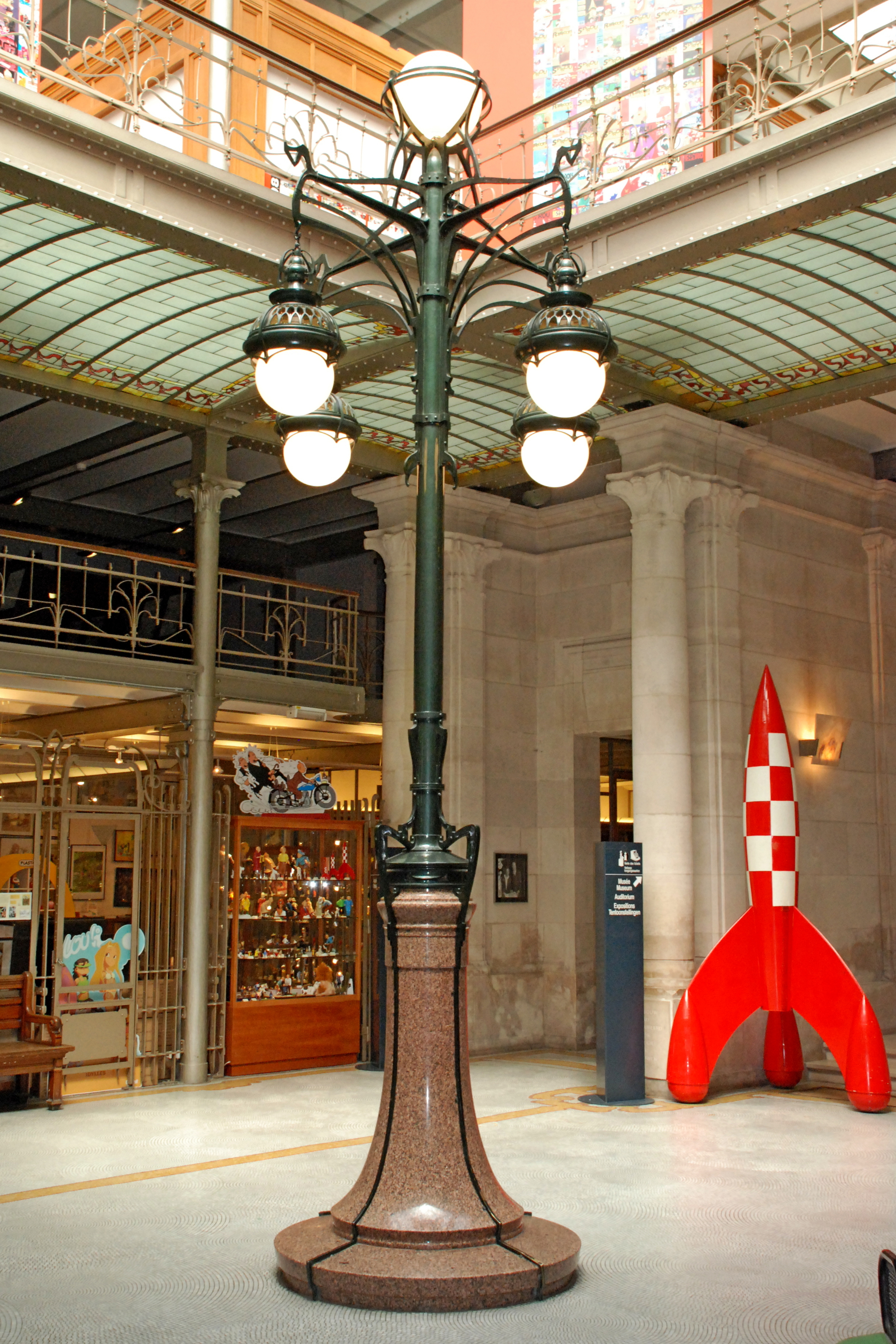
Anciens magasins Waucquez.
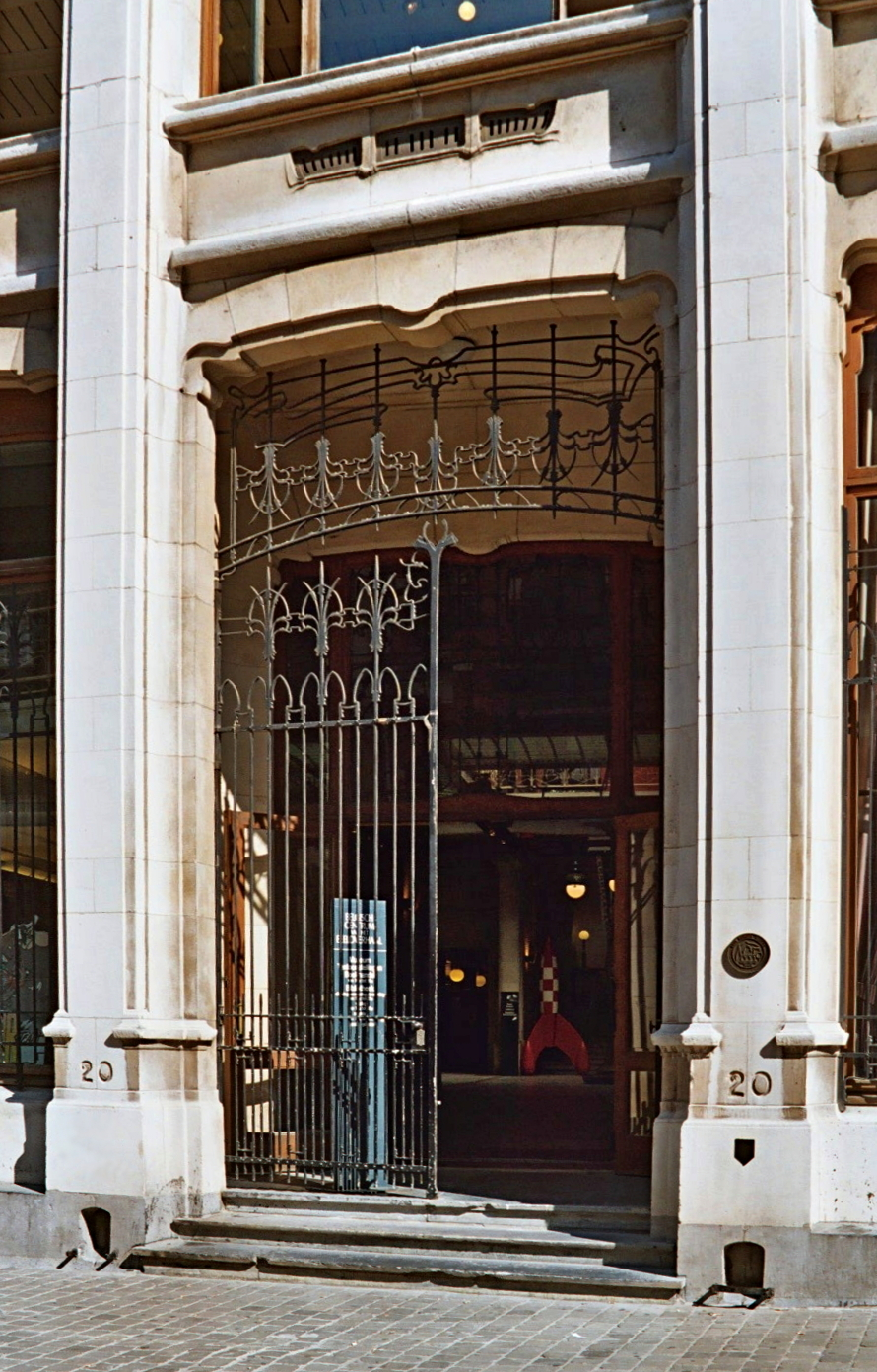
Anciens magasins Waucquez (porte).
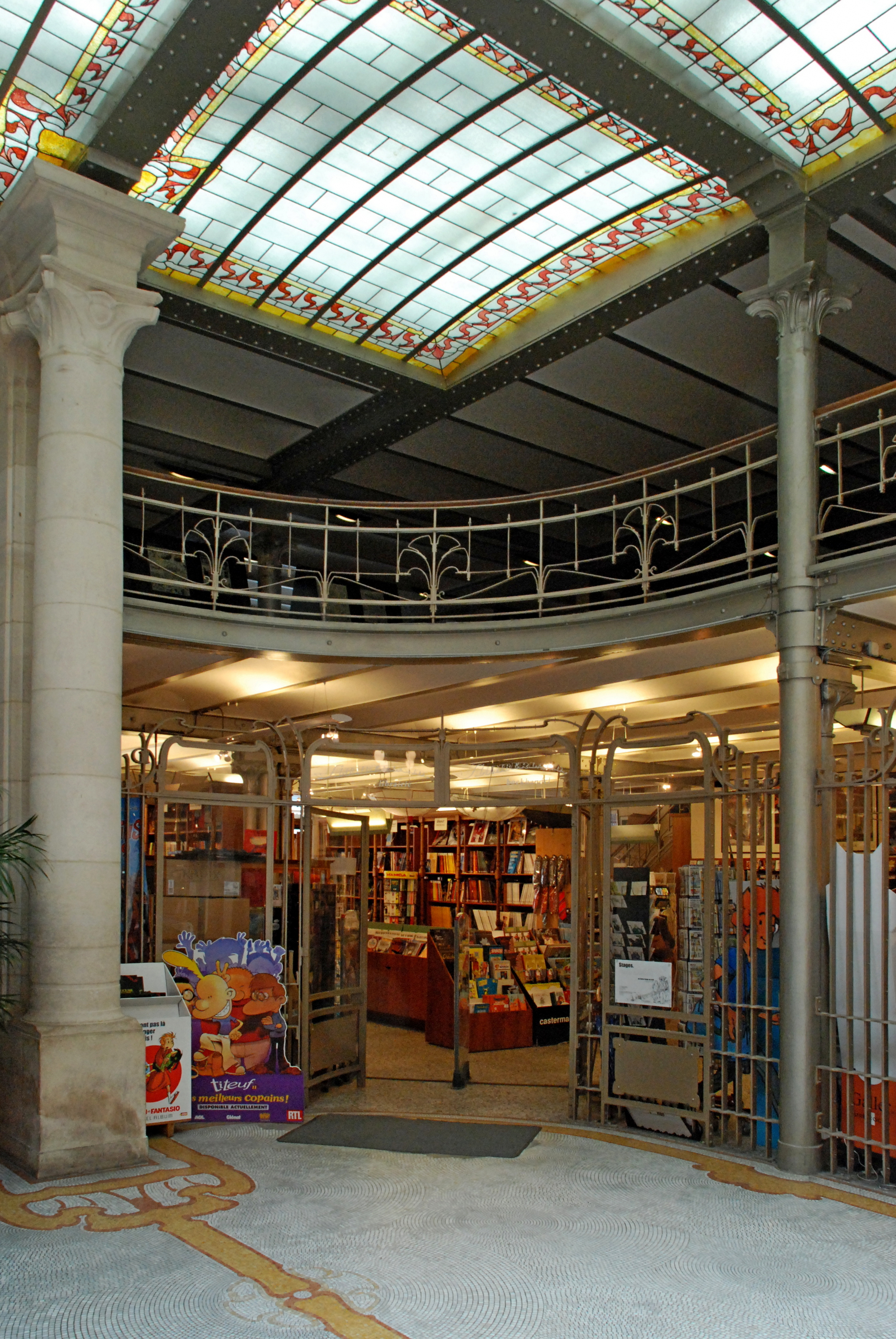
Anciens magasins Waucquez (boutique).
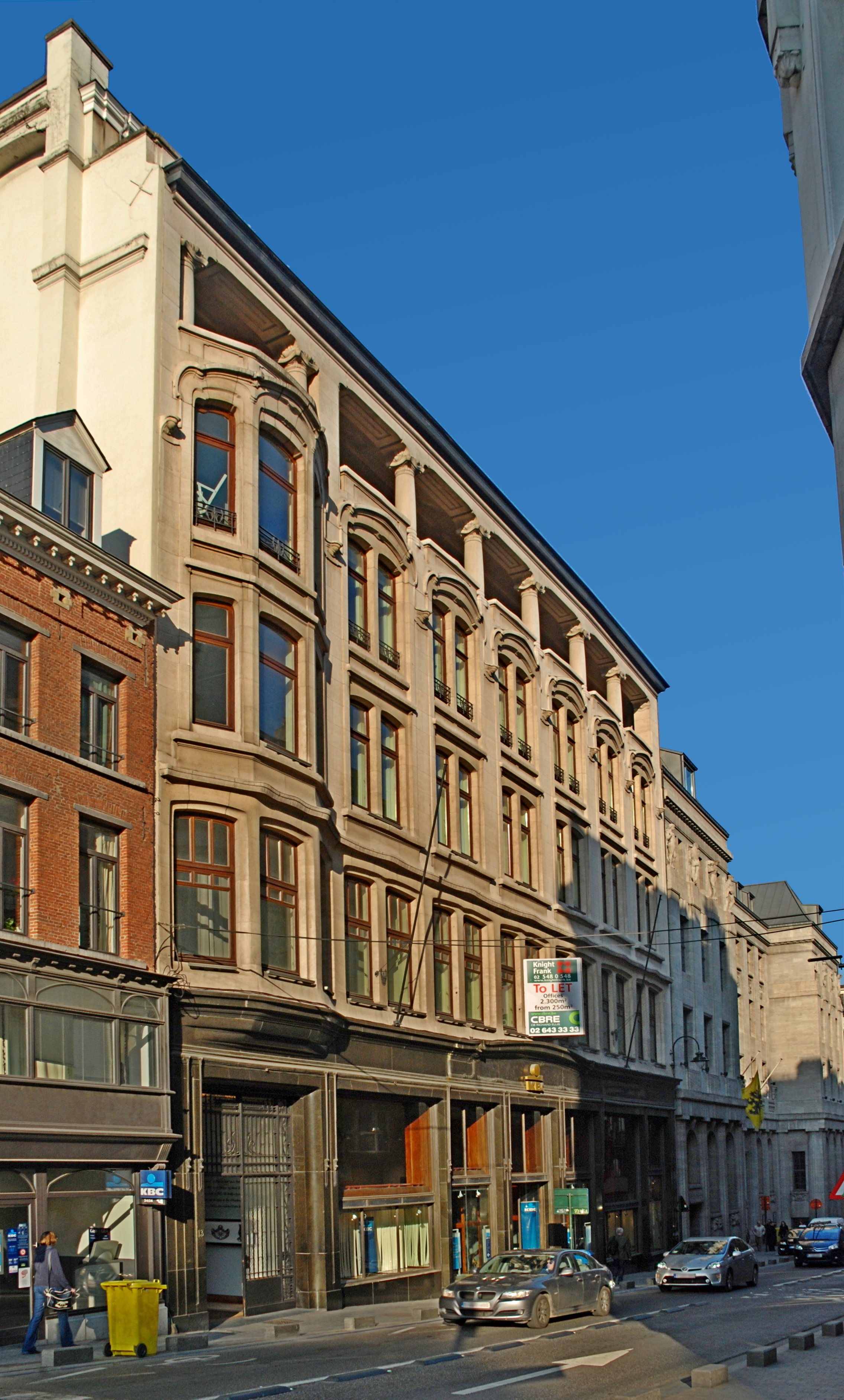
Anciens magasins Wolfers frères.
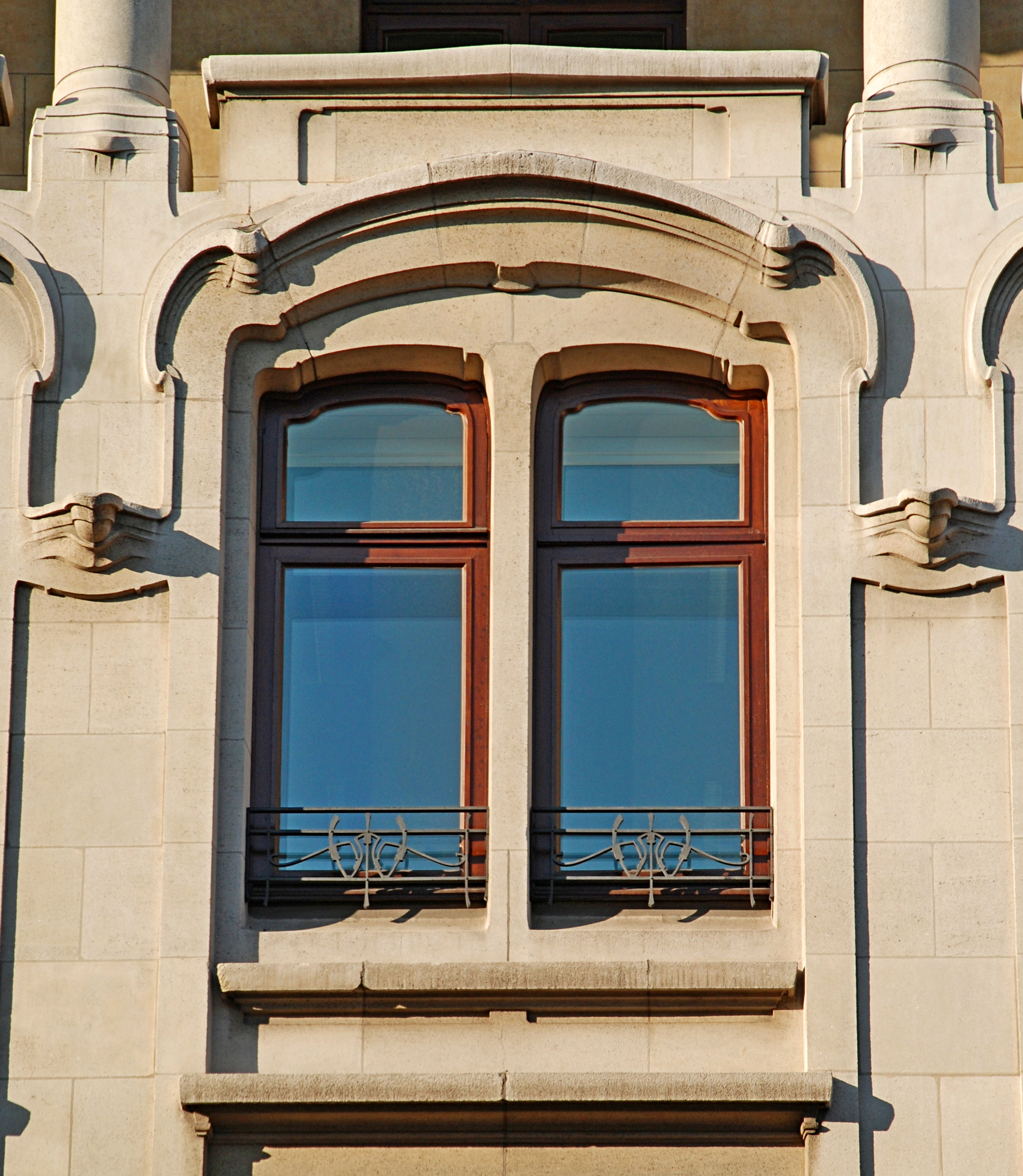
Anciens magasins Wolfers frères (baie du troisième étage).
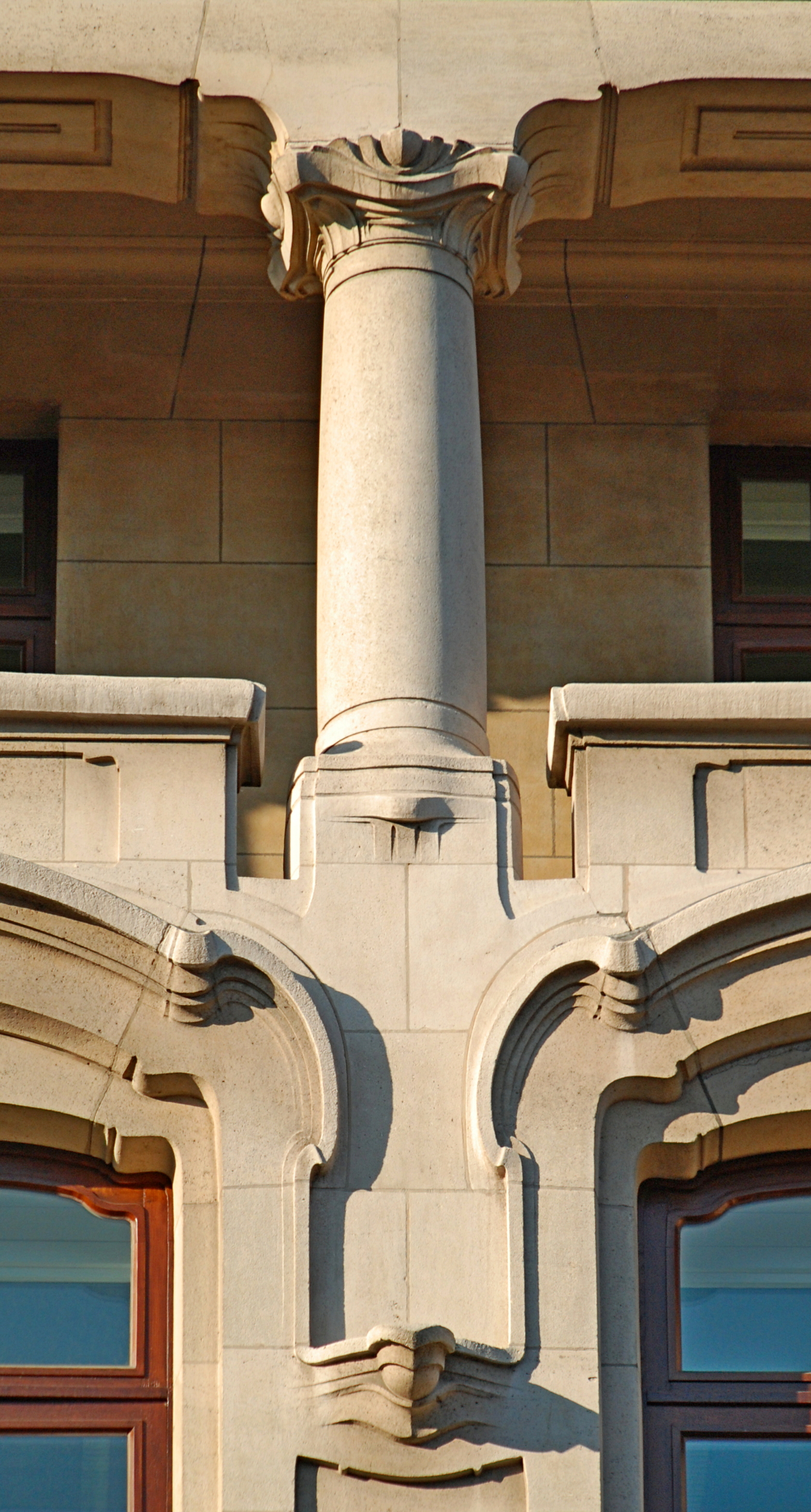
Anciens magasins Wolfers frères (colonne).

#### Les écoles
L'art nouveau s'impose également dans l'enseignement où l'architecte Henri Jacobs, émule de Victor Horta, fut l'auteur d'une quinzaine d'écoles dans la région bruxelloise.
L'Art nouveau s'impose plus particulièrement dans le réseau d'enseignement laïc, le style néo-gothique triomphant dans l'enseignement catholique.
Jacobs sera très productif avec des réalisations importantes comme l'École Rodenbach (1905-1911), l'École Josaphat (1907), l'Ancienne école communale des filles de Koekelberg (1907), l'École Vervloesem (1909) et le Centre scolaire du Souverain (1913).
Souvent chez Jacobs, l'école s'articule autour d'un vaste préau central couvert à structure métallique apparente.

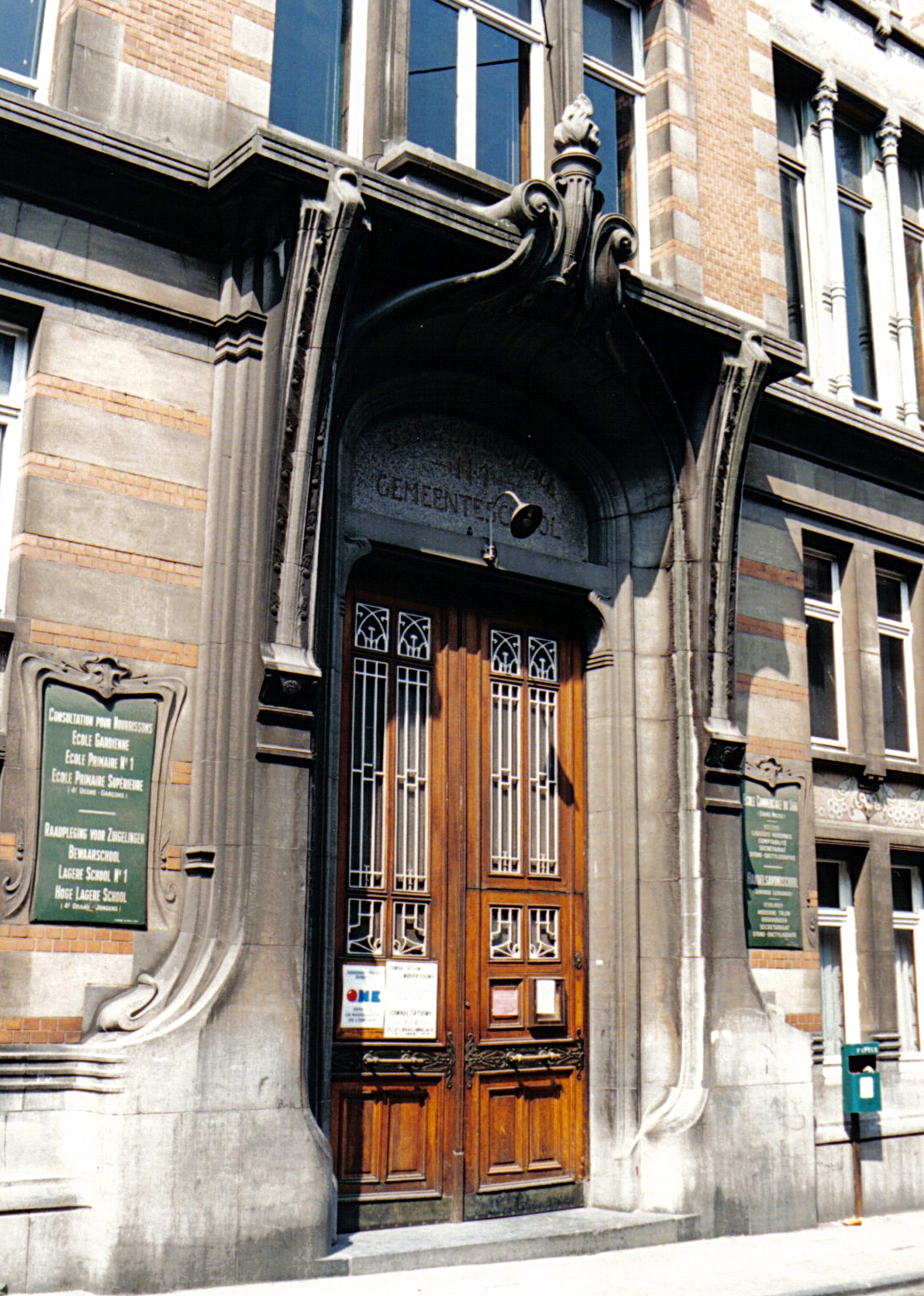
École Josaphat.
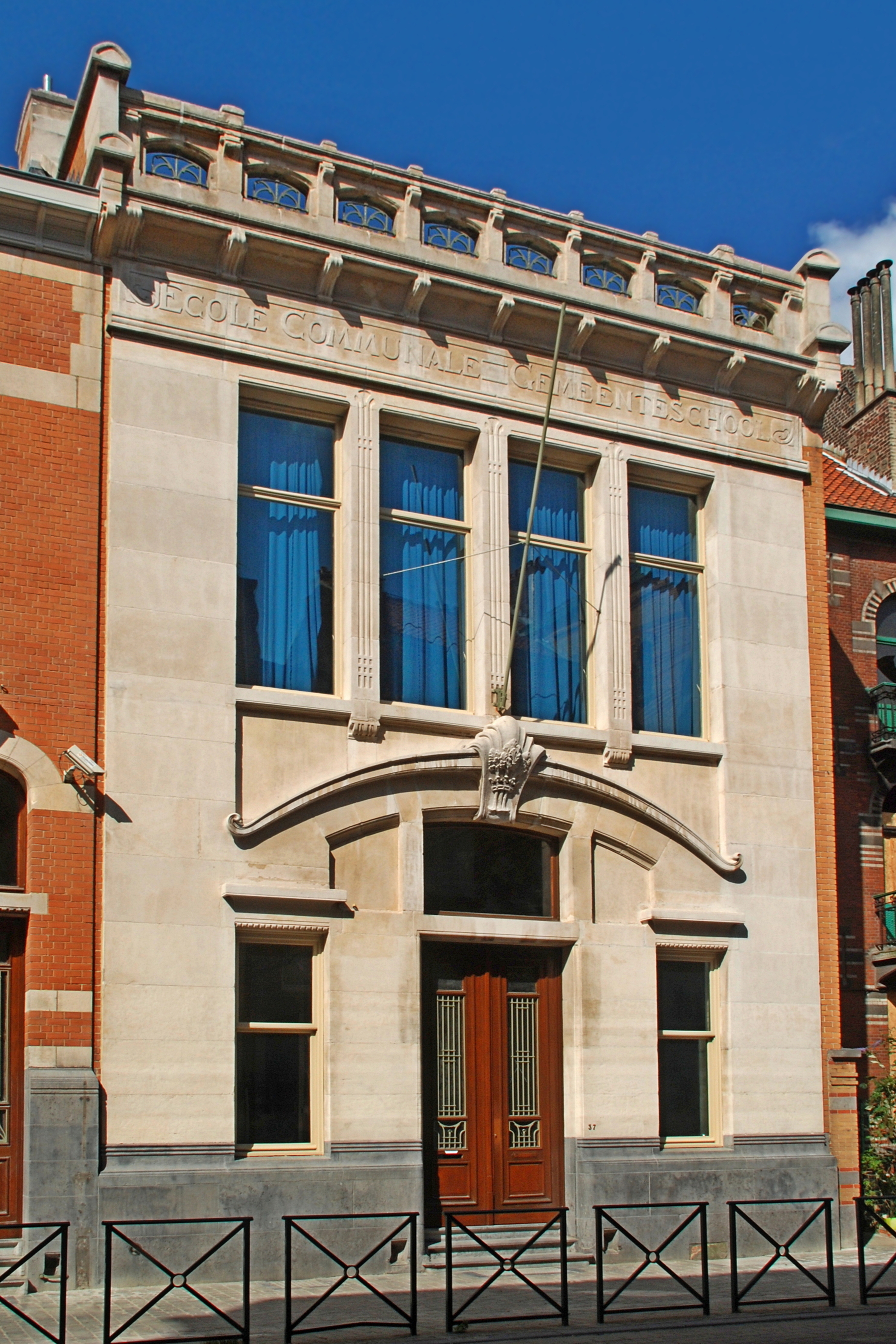
École Rodenbach.
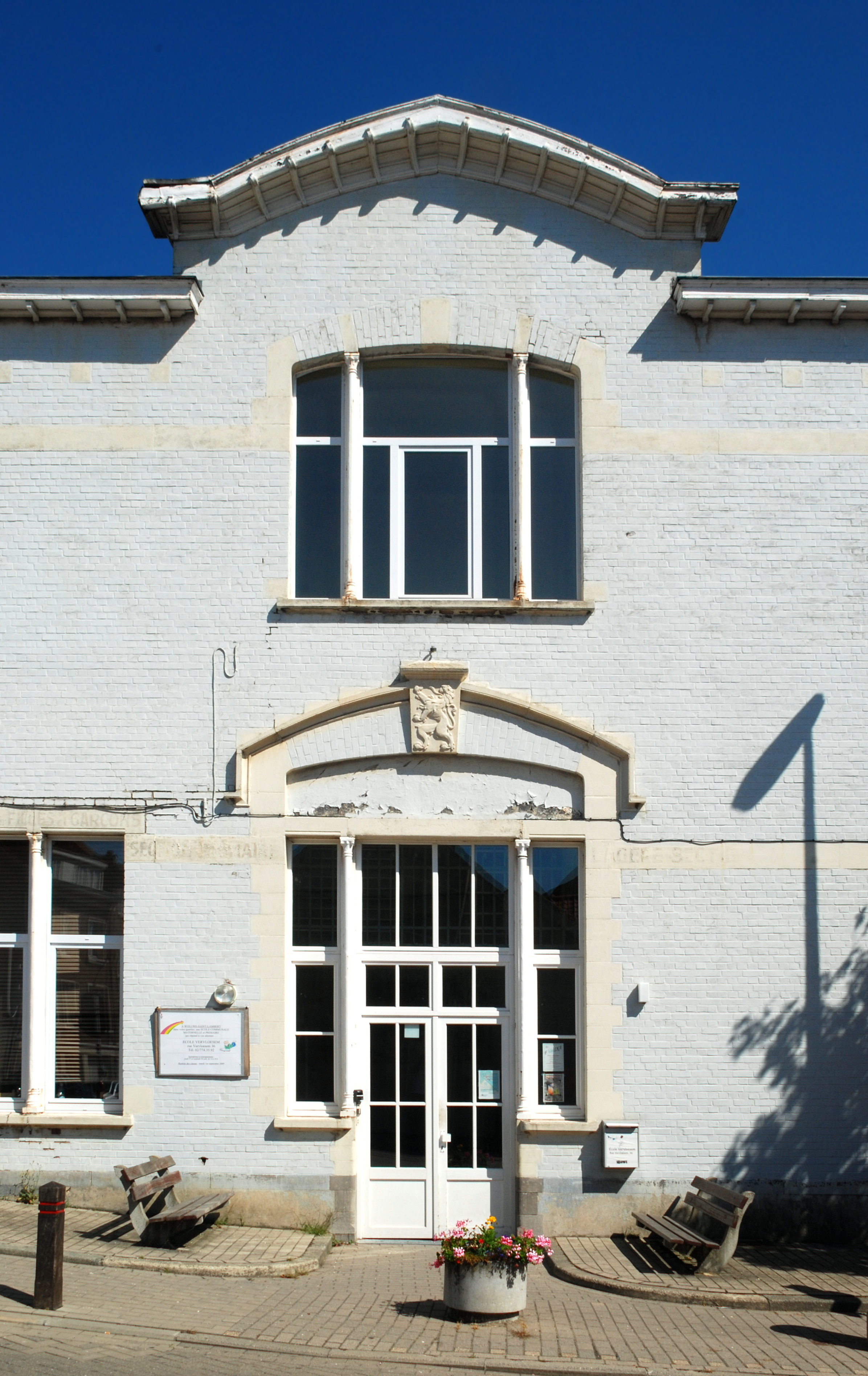
École Vervloesem.
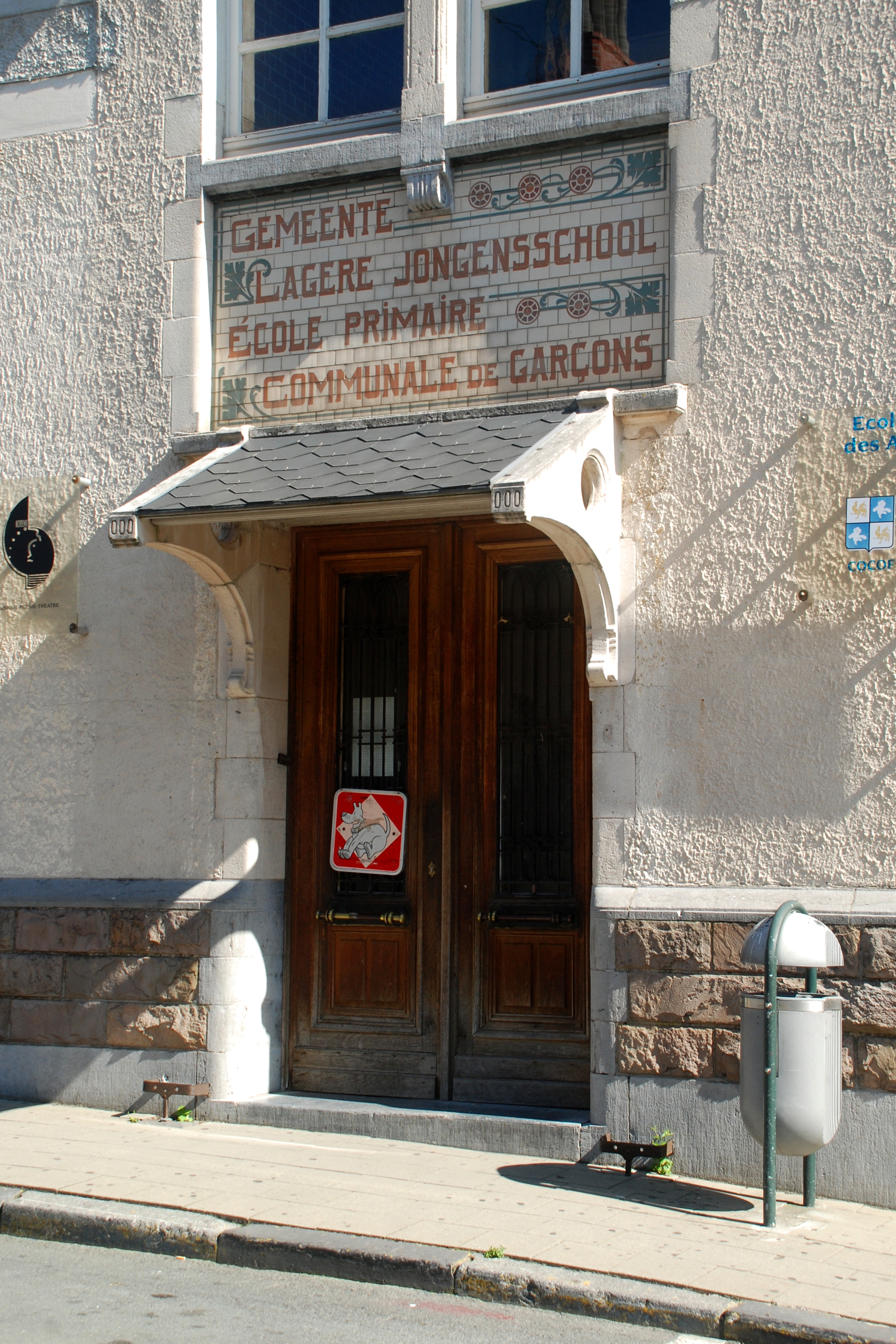
Centre scolaire du Souverain.
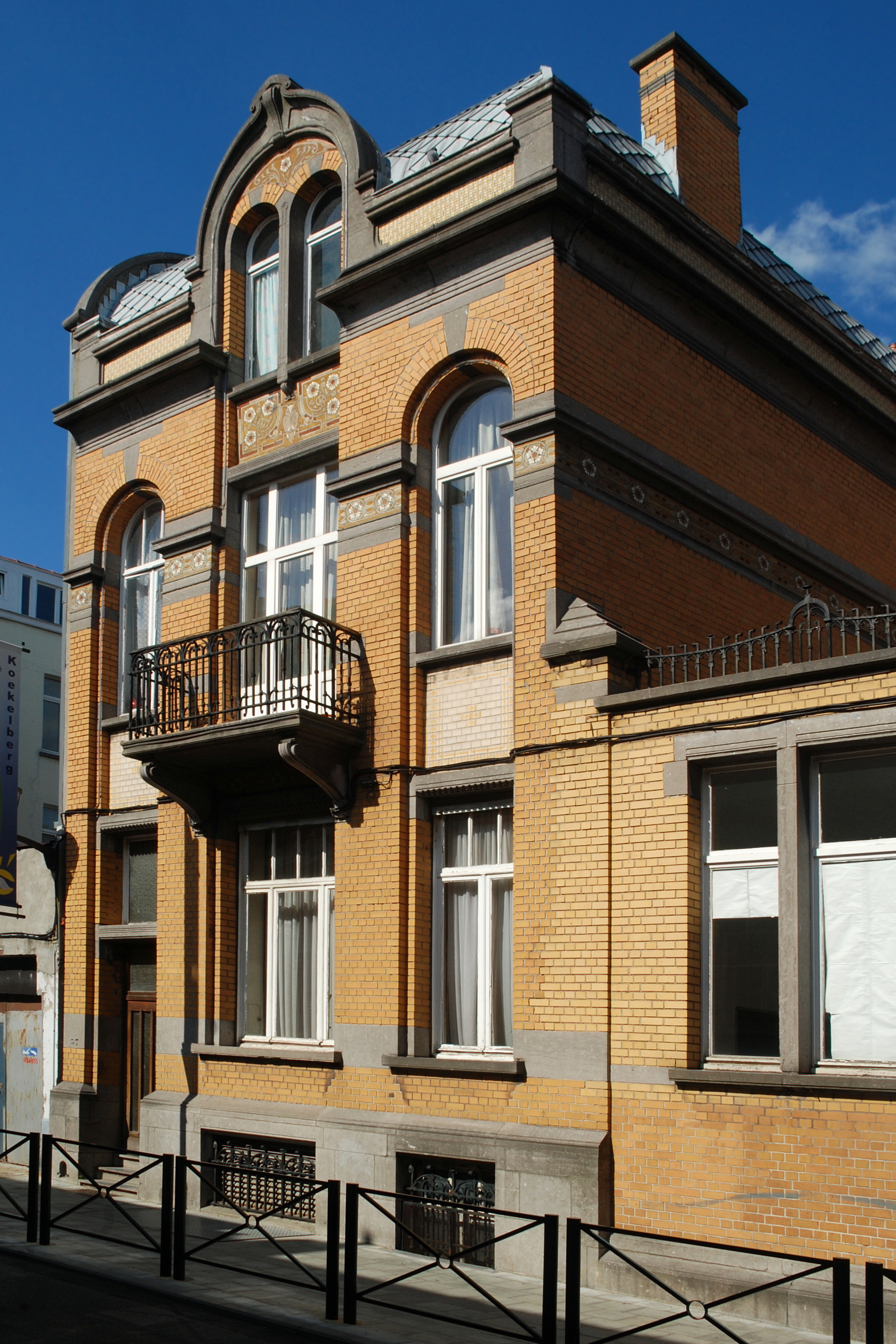
Ancienne école communale des filles de Koekelberg.

#### Les arts appliqués
Très vite, l'Art nouveau s'impose en architecture mais aussi dans toutes les disciplines des arts décoratifs belges : sculpture, vitrail, sgraffite, céramique, mobilier, papier-peint, lithographie, orfèvrerie, bijouterie…

### Le rayonnement international de l'Art nouveau belge

#### L'Exposition du Congo à Tervuren en 1897

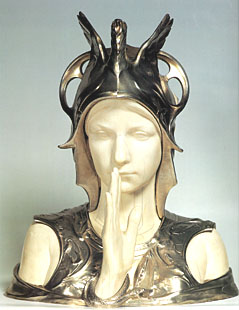
Charles Van der Stappen : Le Sphinx mystérieux.

En marge de l'Exposition Universelle de 1897 qui se déroula à Bruxelles, le roi Léopold II organisa à Tervuren (près de Bruxelles) une exposition destinée à montrer les débouchés offerts par le Congo, qui était alors sa propriété privée. Cette exposition était divisée en quatre sections dont la conception fut confiée respectivement à Paul Hankar, Georges Hobé, Henry Van de Velde et Gustave Serrurier-Bovy.
Un salon d'honneur, conçu par Hankar, était consacré à la sculpture chryséléphantine : on pouvait y admirer les sculptures sur ivoire d'une trentaine de sculpteurs.
La charpente conçue par Georges Hobé a été remontée dans les jardins du Musée royal de l'Afrique centrale à Tervuren.
Par ailleurs, une partie des sculptures chryséléphantines de l'Exposition de 1897 peut être admirée dans les vitrines du « Magasin Wolfers » reconstruit aux Musées royaux d'Art et d'Histoire de Belgique, dont le superbe Sphinx mystérieux de Charles Van der Stappen (1897).

#### L'influence de l'Art nouveau belge en Europe
L'Art nouveau bruxellois influença fortement la France, l'Allemagne, les Pays-Bas et la Sécession viennoise.
Victor Horta influença le parisien Hector Guimard (venu en voyage en 1895 à Bruxelles pour rencontrer Horta et Hankar) et le Viennois Otto Wagner, Henry Van de Velde influença l'Allemagne et les Pays-Bas, alors que les pionniers de l'Art nouveau géométrique bruxellois (Paul Hankar et Georges Hobé) influencèrent l'architecte viennois Josef Hoffmann.
Mais, quelques années plus tard, les élèves de Hankar (Paul Hamesse et Léon Sneyers) subirent en retour l'influence de la Sécession viennoise, entre autres par le biais du Palais Stoclet construit à Bruxelles par le Viennois Josef Hoffmann.

### Le déclin

#### La récupération de l'Art nouveau par l'éclectisme

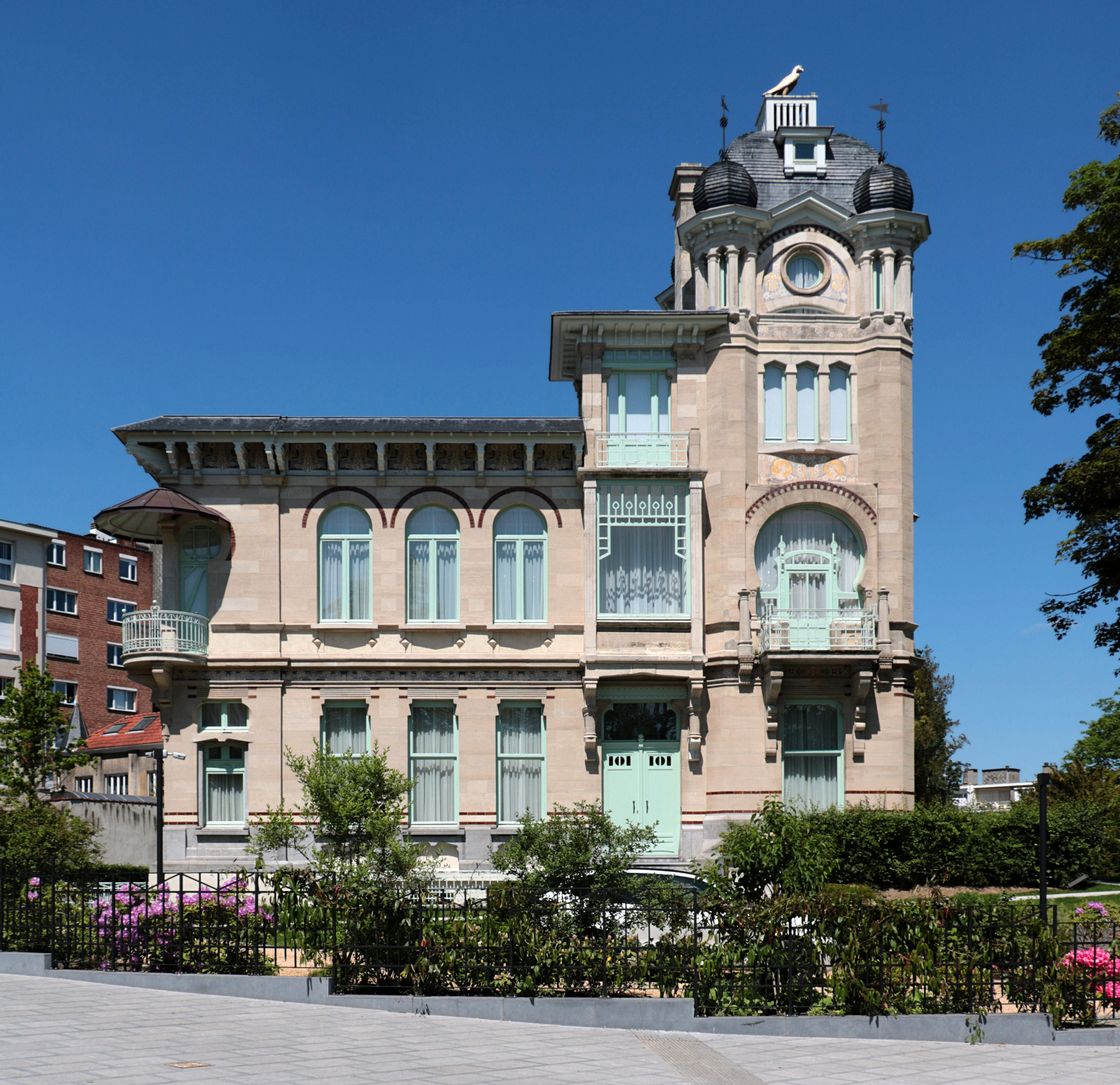
Maison Delune (Léon Delune, 1904)

Paradoxalement, alors que Victor Horta entendait réagir aux styles éclectique et « néo », ces styles s'immisceront dans l'architecture Art nouveau de Bruxelles.
Mais ce phénomène prendra plusieurs formes distinctes :
- certains architectes créeront un style Art nouveau teinté de classicisme : Octave Van Rysselberghe, Jules Brunfaut, Paul Vizzavona
- de nombreux architectes concevront des immeubles tantôt purement éclectiques, tantôt purement Art nouveau, tantôt de style Art nouveau teinté d'éclectisme : Govaerts, Groothaert, Tilley, Delcoigne, les frères Delune, Fastré, Lodewyck, Desruelles, Peereboom, Bral, De Lestré, Boelens, Fernand Lefever, Nelissen, Joseph Dosveld, etc. ; le meilleur exemple de cette tendance est Paul Saintenoy qui construisit à quelques dizaines de mètres de distance un grand magasin Art nouveau (« Old England »), une pharmacie néo-Renaissance (« pharmacie Delacre ») et un immeuble éclectique (« Caisse Générale de Reports et de Dépôts »).
- enfin la plupart des architectes éclectiques de l'époque ajouteront tout simplement l'Art nouveau à la palette des styles qu'ils plagient et intégreront dans leurs façades l'un ou l'autre élément décoratif emprunté à l'Art nouveau (céramique, sgraffite…) : ce dernier phénomène contribuera au déclin de l'Art nouveau en Belgique en le pervertissant et en le banalisant.

#### La fin de l'Art nouveau en Belgique

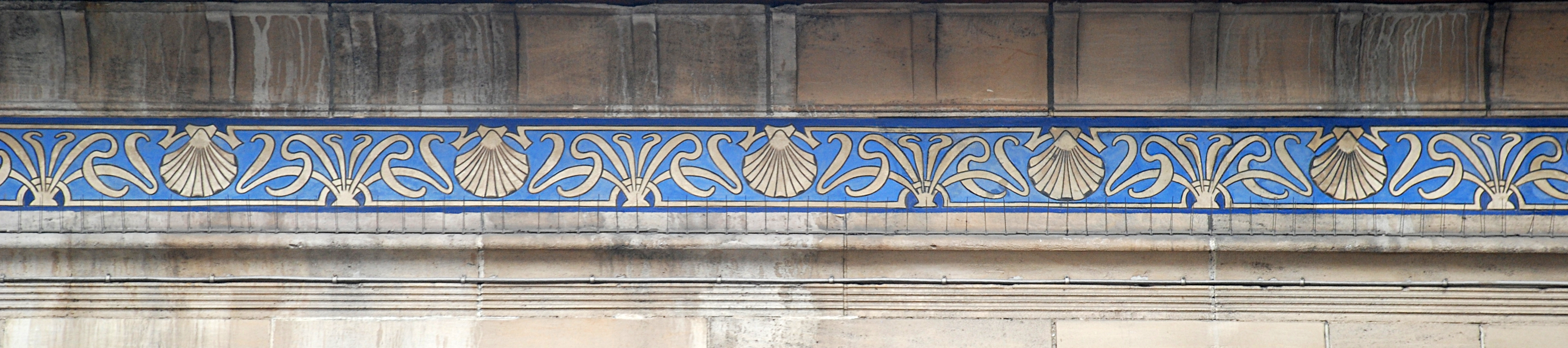
La frise Art nouveau sous la corniche de l'Hôtel Otlet d'Octave Van Rysselberghe

On peut considérer que l'Art nouveau s'éteint en Belgique avec la première Guerre mondiale.
Miné par les excès rococo de certains architectes comme Gustave Strauven qui finissent par lasser, perverti et « récupéré » par l'éclectisme, il cède la place à partir de 1919 à l'Art déco et au Modernisme.
Seuls quelques très rares architectes continuent à faire de l'Art nouveau après 1918, comme Fernand Lefever qui pratiqua encore ce style jusqu'en 1924.
A contrario, on notera que plusieurs architectes Art nouveau belges se tournent, après la Première Guerre mondiale, vers l'Art déco, au premier rang desquels Horta lui-même. On trouvera plus bas la liste de ces architectes et de leurs réalisations Art déco.

## Caractéristiques stylistiques

### «Art nouveau floral» et «Art nouveau géométrique»
D'emblée émergent deux courants différents :
- la tendance « Art nouveau floral » initiée par Victor Horta pour l'architecture et Raphaël Évaldre pour les arts décoratifs, caractérisée par la fameuse « ligne en coup de fouet », ses lignes sinueuses inspirées du monde végétal et ses motifs floraux stylisés, à la décoration abondante (et parfois excessive comme chez Gustave Strauven qui n'est pas loin du « style rocaille ») et qui n'est paradoxalement pas toujours exempte de réminiscences médiévales (clairement perceptibles chez Ernest Blerot par exemple)
- la tendance « Art nouveau géométrique » initiée par Paul Hankar pour l'architecture et Gustave Serrurier-Bovy pour les arts décoratifs, caractérisée par une décoration géométrique et abstraite, plus sobre, mais tellement plus moderne : à travers son influence sur le courant géométrique de la Sécession viennoise et sur le Nieuwe Kunst en Hollande, elle mènera à l'Art déco.

### La palette ornementale de l'architecture Art nouveau
Les édifices Art nouveau se parent d'une grande diversité d'ornements comme :
- les sgraffites dont les spécialistes sont Adolphe Crespin, Henri Privat-Livemont et Gabriel Van Dievoet
- la sculpture sur pierre, représentée par Pierre-Jean Braecke, collaborateur de Victor Horta
- la céramique, magnifiquement illustrée par Henri Privat-Livemont
- le fer forgé (balcons, grilles…)
- la mosaïque
- le stuc

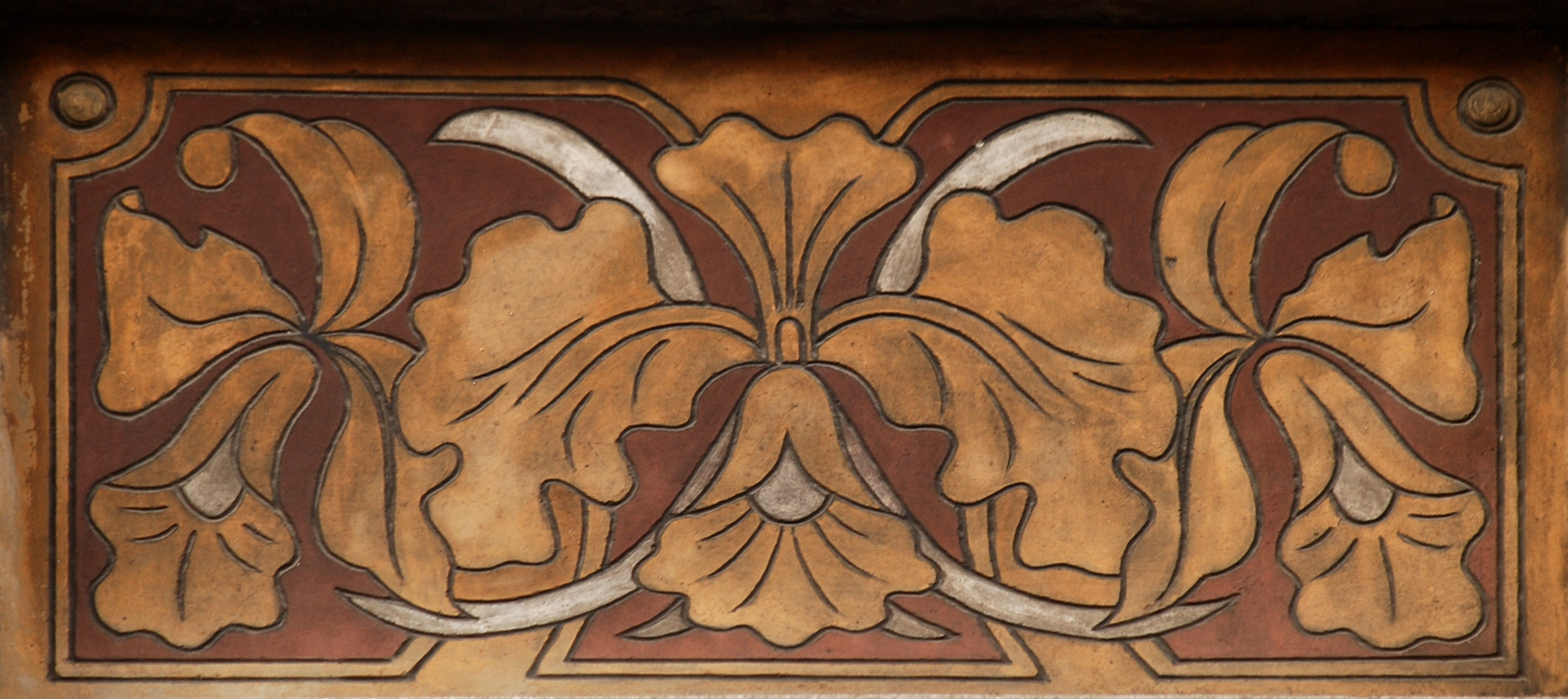
Sgraffite du no 17 rue Renée Prinz à Jambes (architecte Charles Trussart)
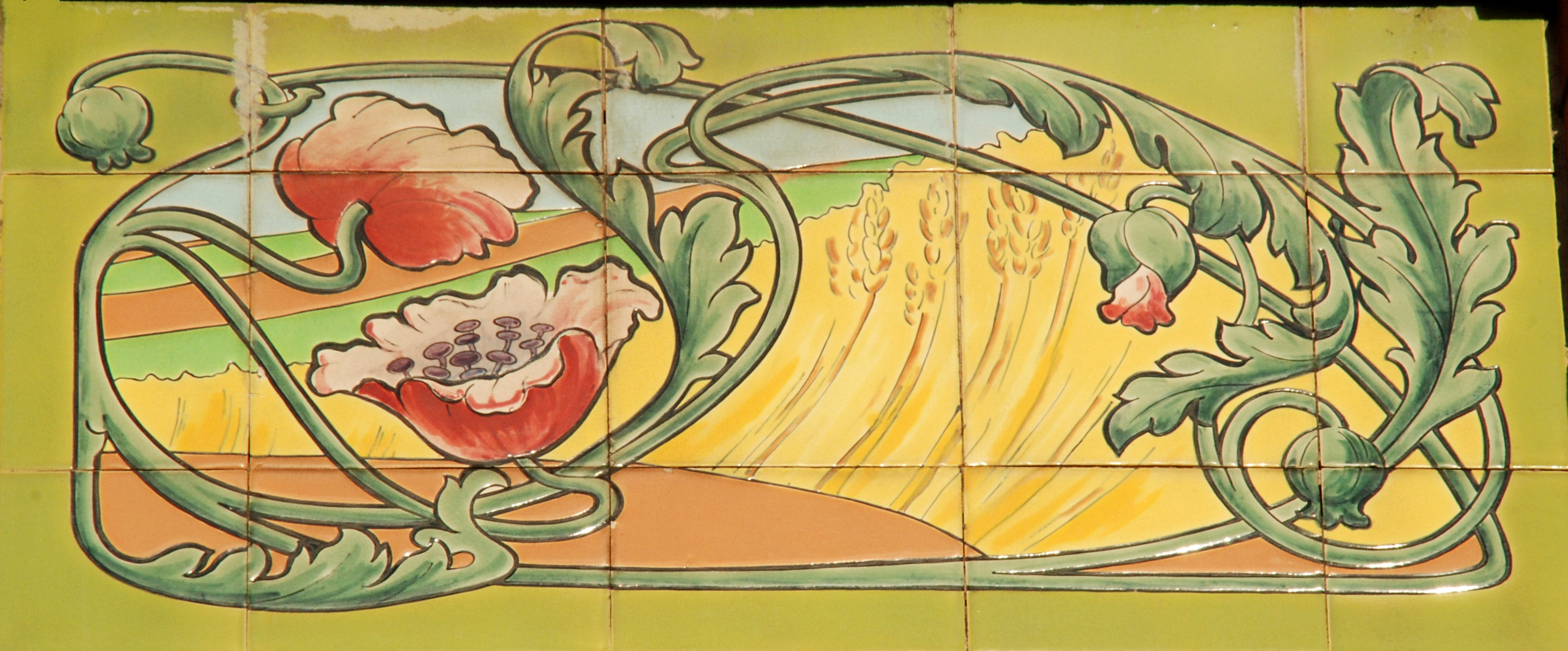
Céramique aux pavots de la Gare de Genval
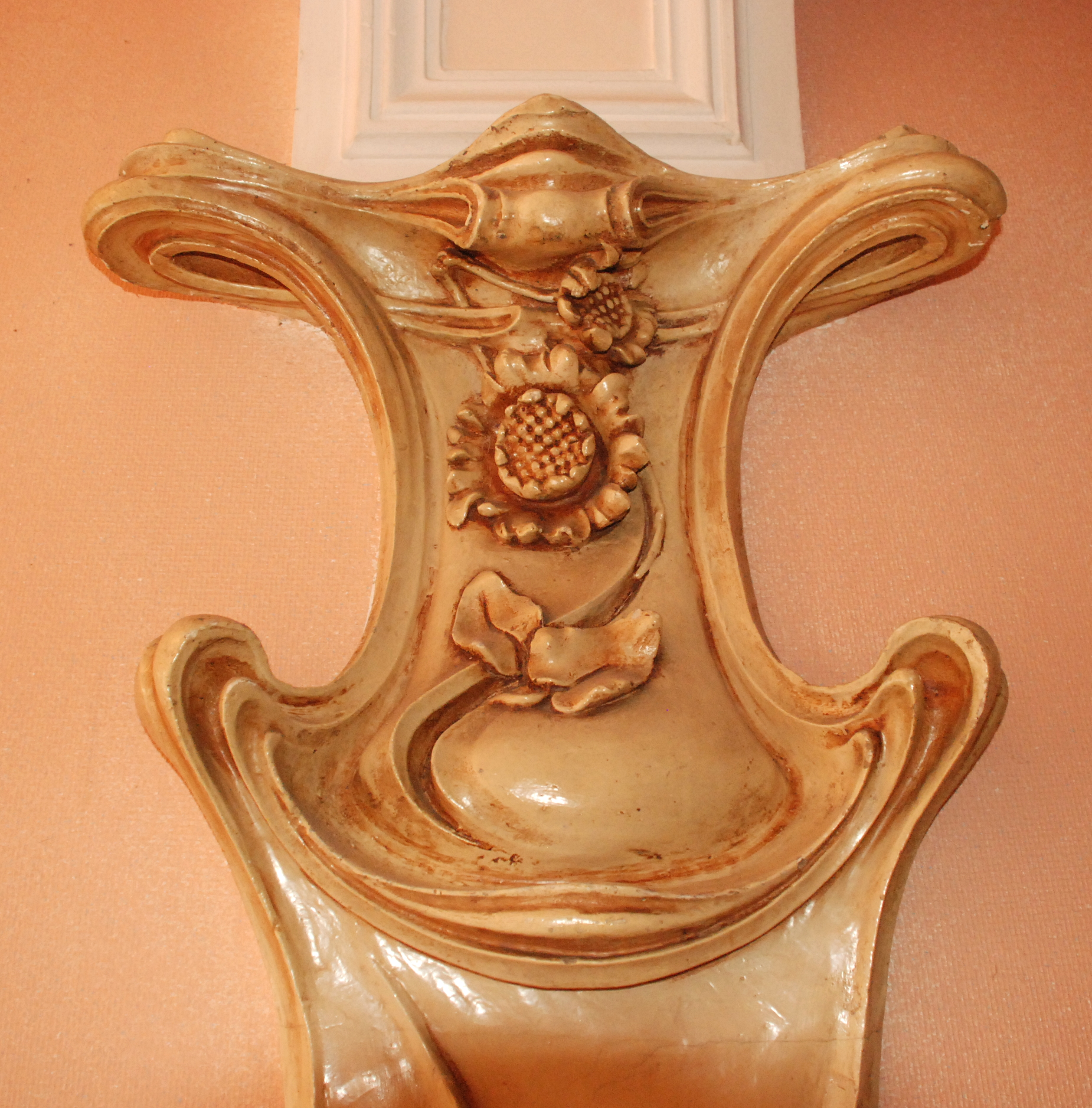
Pilastre en stuc de l'Office du Tourisme d'Andenne (architecte Achille Simon)
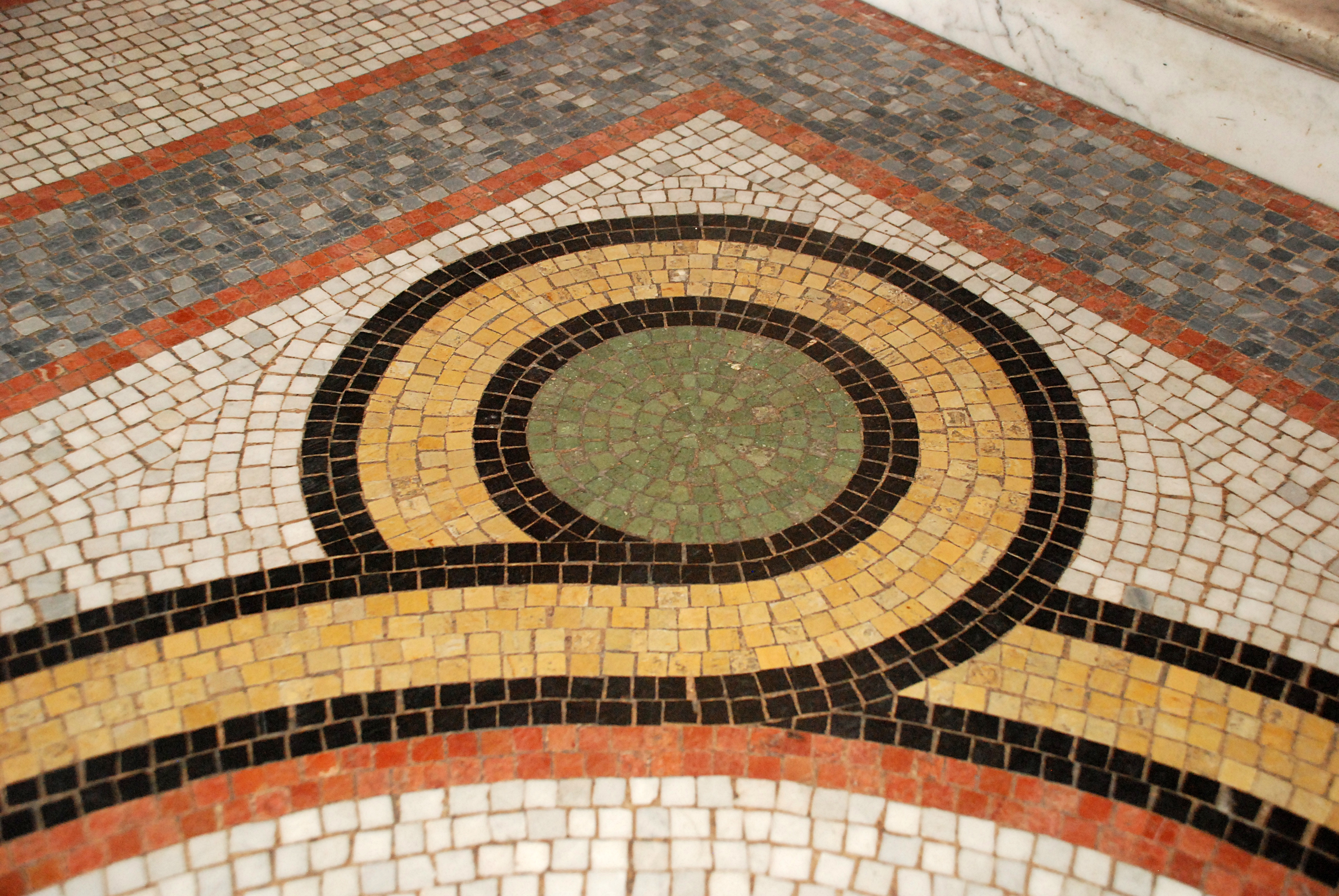
Mosaïque de la Bibliothèque Solvay
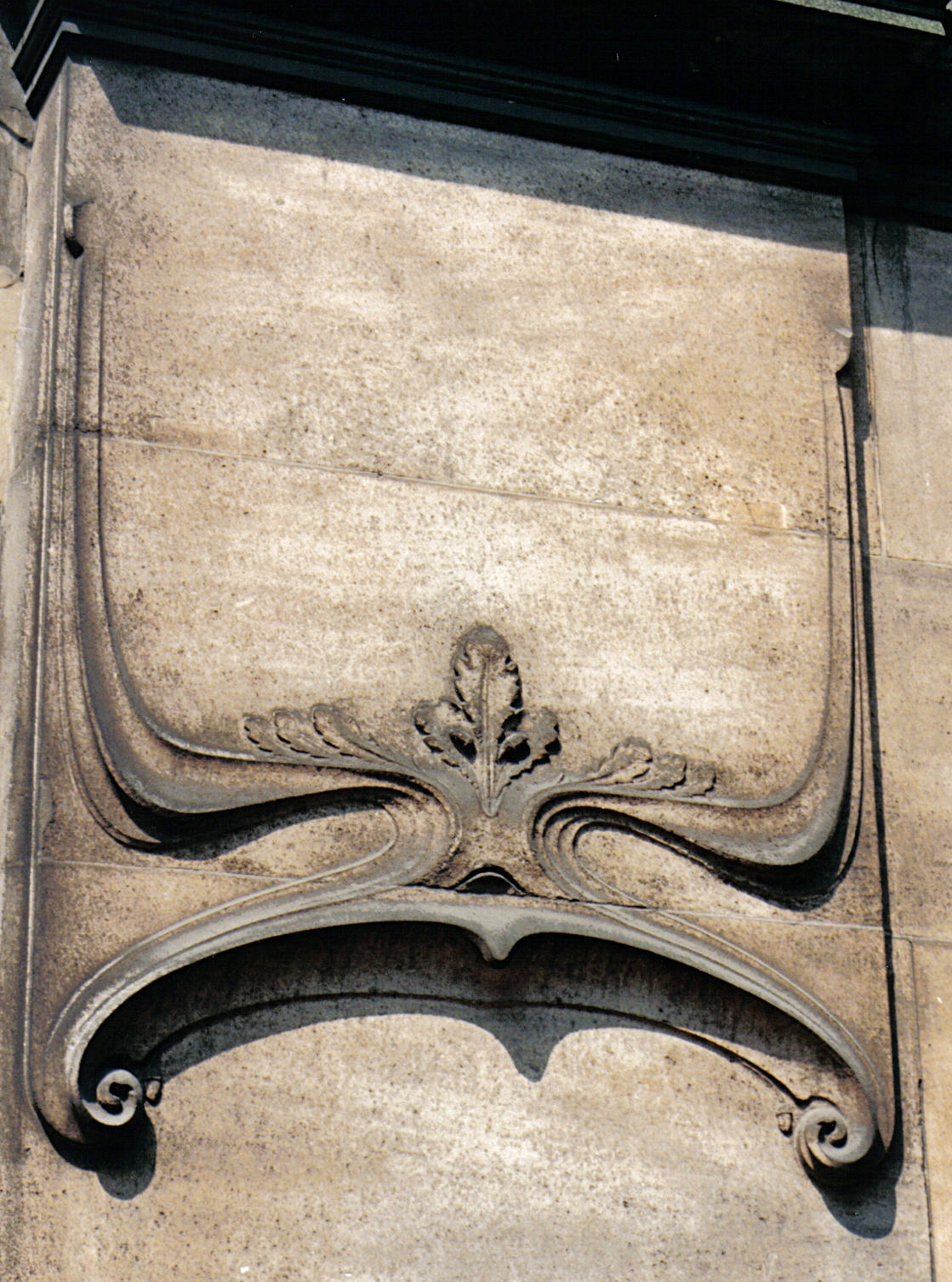
Bas-relief de l'École Josaphat (architecte Henri Jacobs)

## Les protagonistes de l'Art nouveau en Belgique
Voici la liste des artistes et architectes adeptes de l'Art nouveau en Belgique, classés en fonction du début de leur production Art nouveau.
Nous renvoyons aux articles détaillés pour les sources et références.

### Arts décoratifs

#### Arts décoratifs de style «Art nouveau floral»
- 1893 Raphaël Évaldre (vitrail)

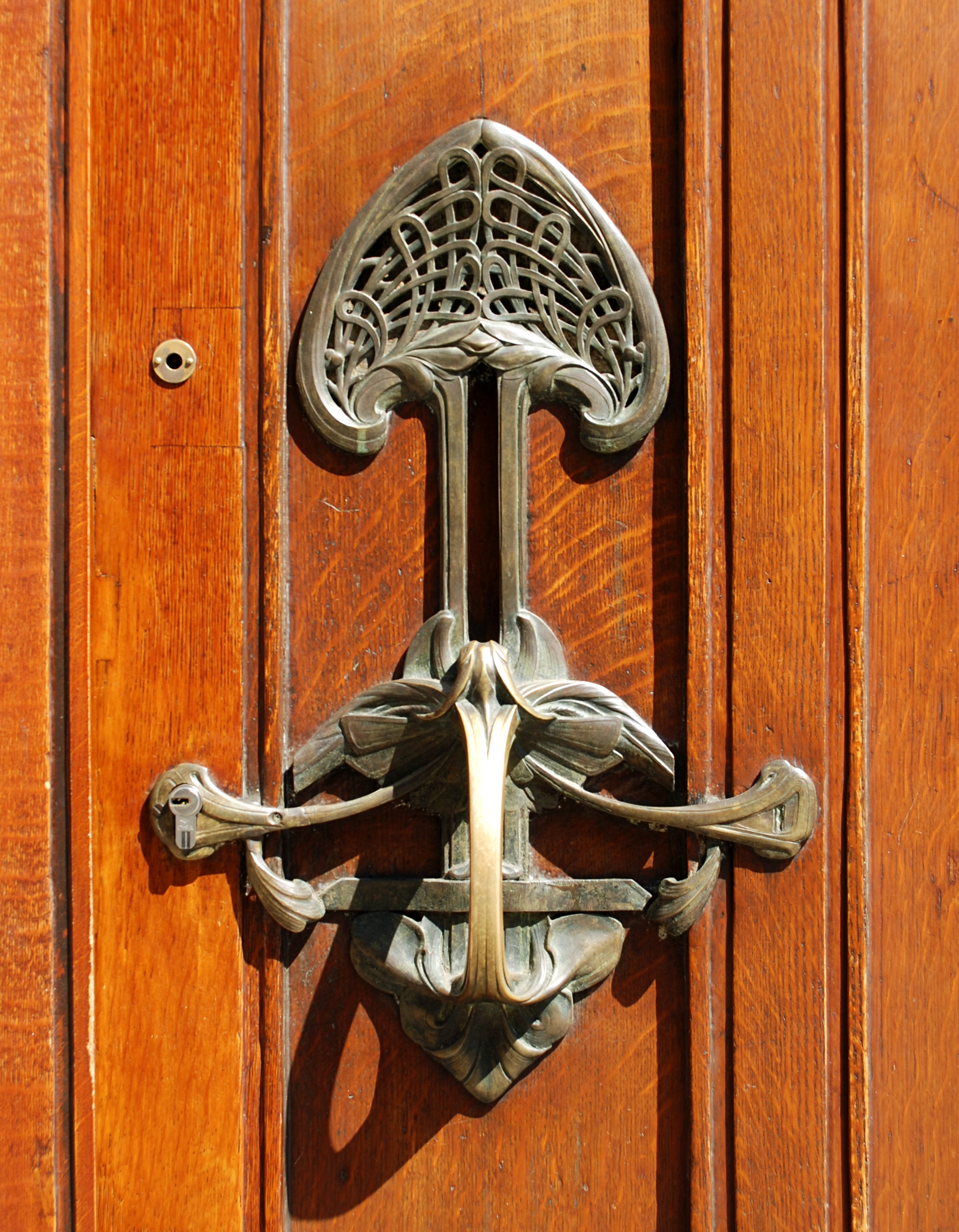
Poignée de porte de la Maison-atelier du sculpteur Fernand Dubois.

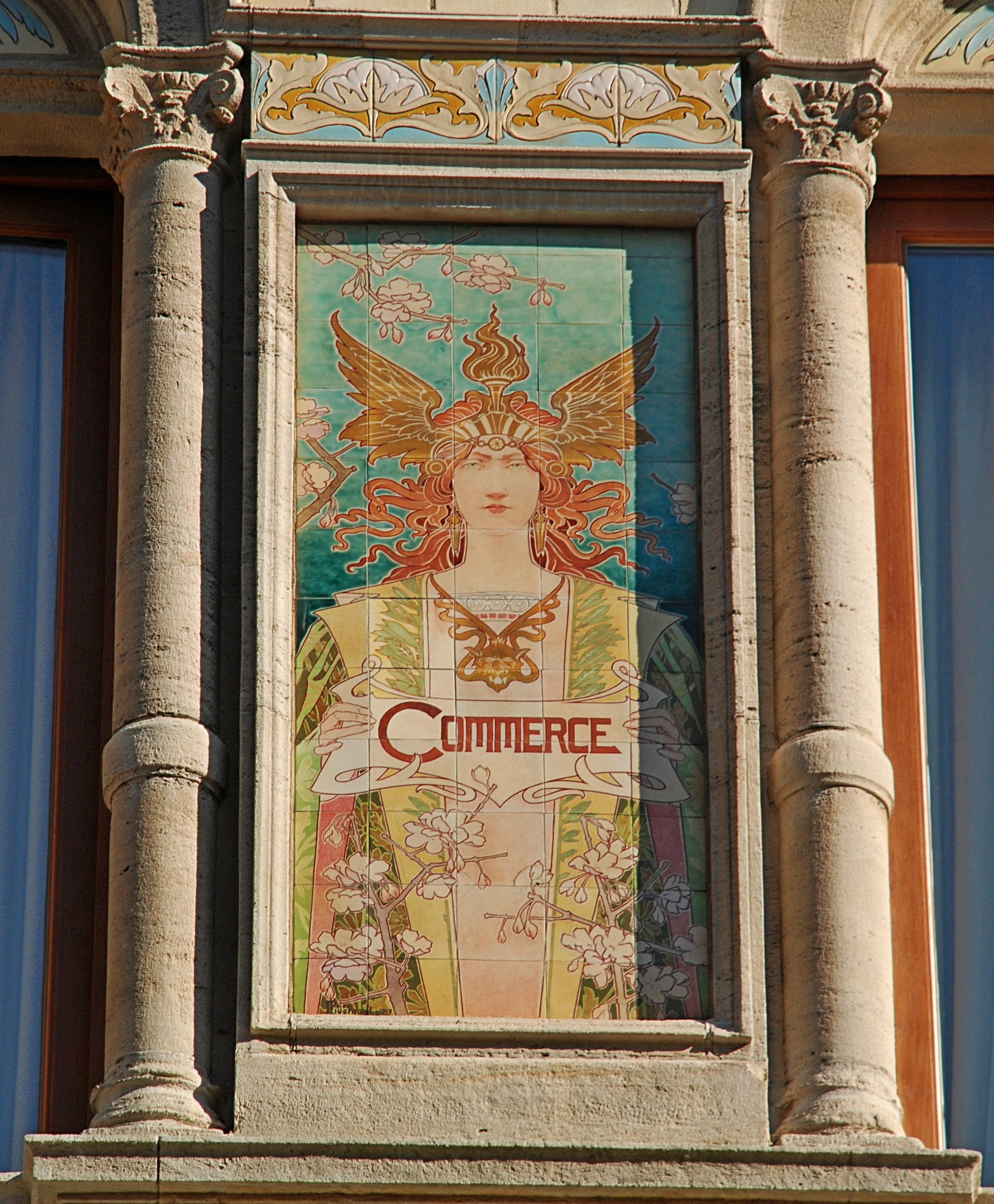
Privat Livemont : Grande Maison de Blanc

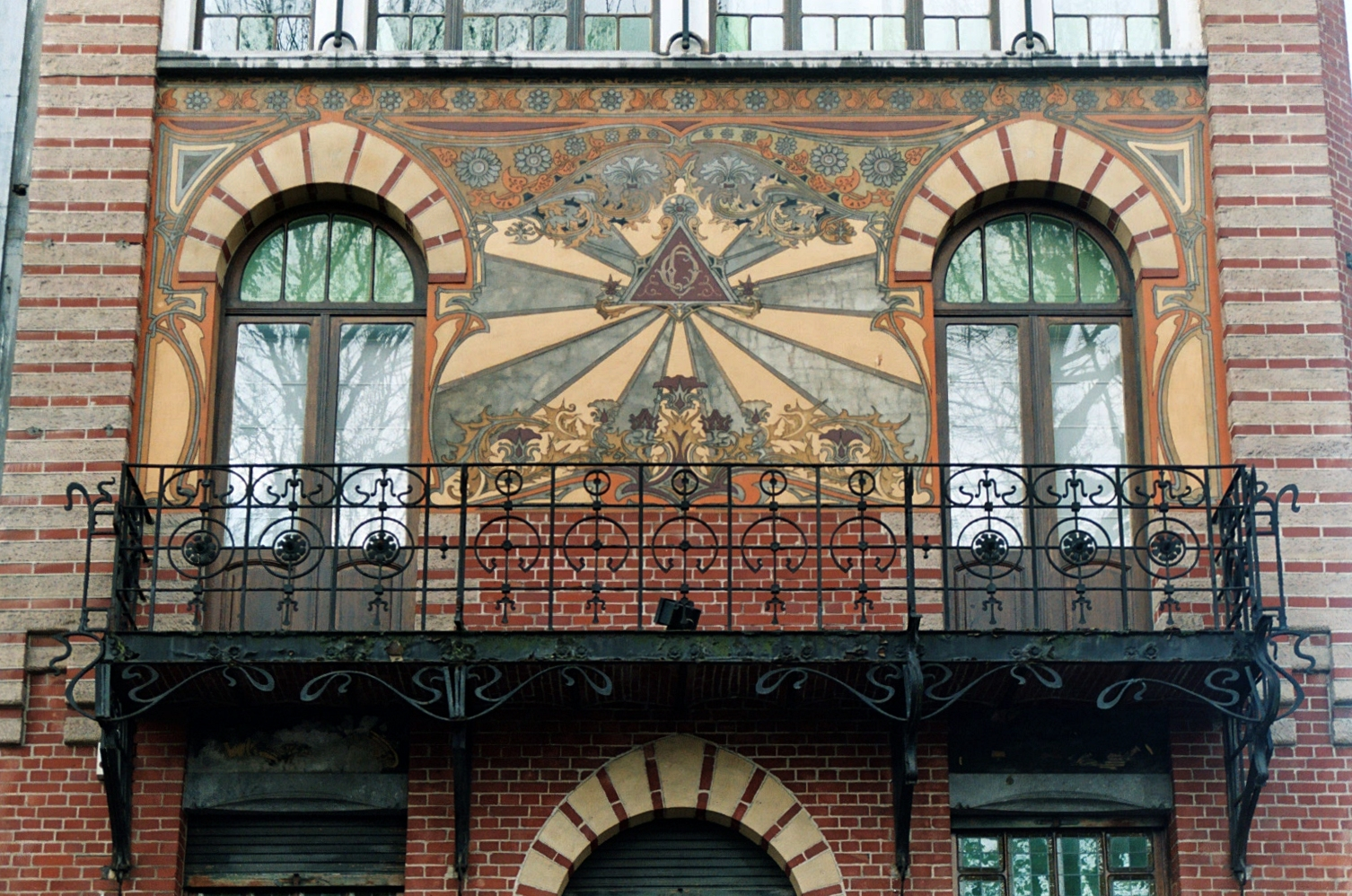
Alfred Frère - Maison dorée de Charleroi. Détail de sgraffites de Gabriel van Dievoet

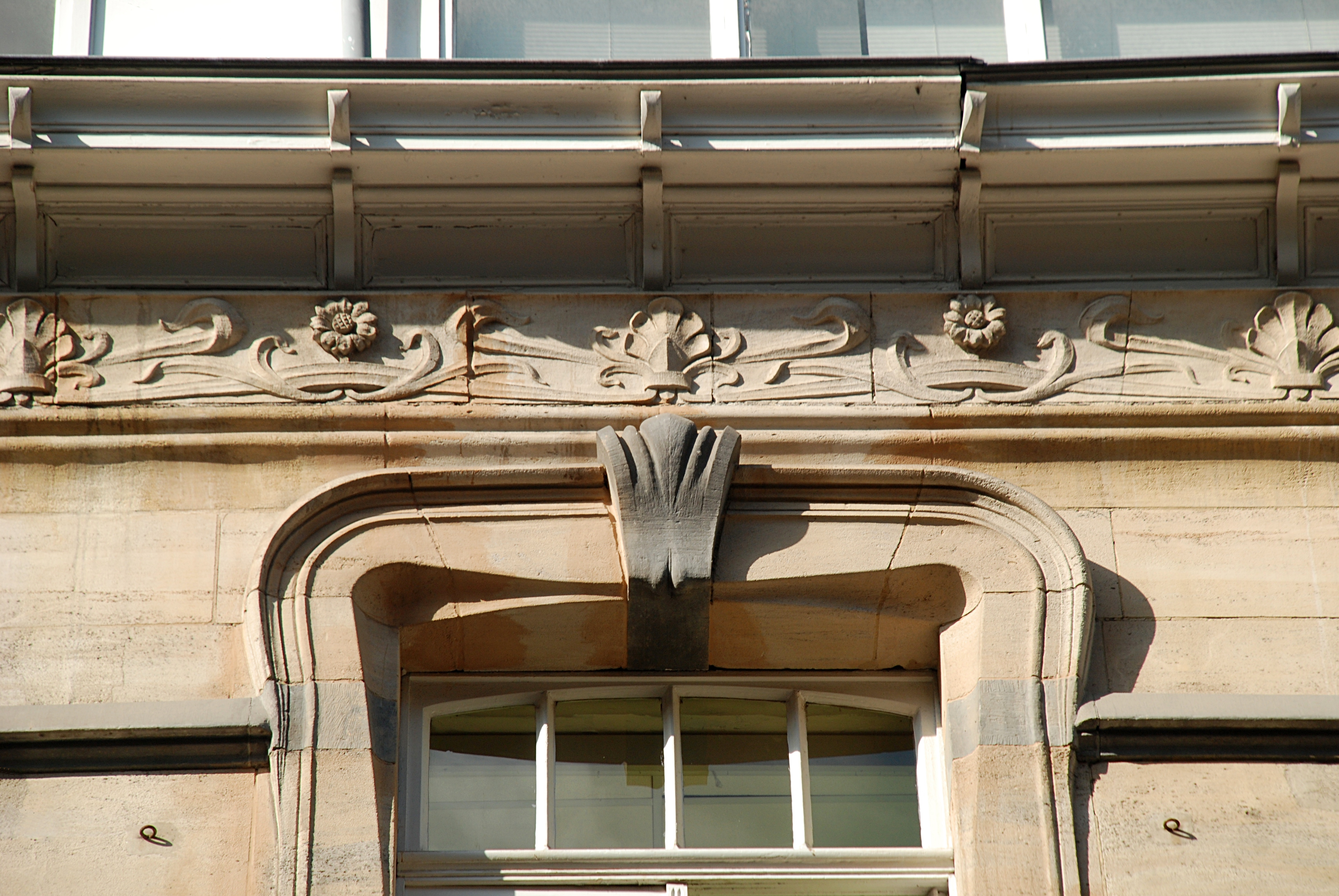
Dominique Fastré : Grandes Galeries Belges

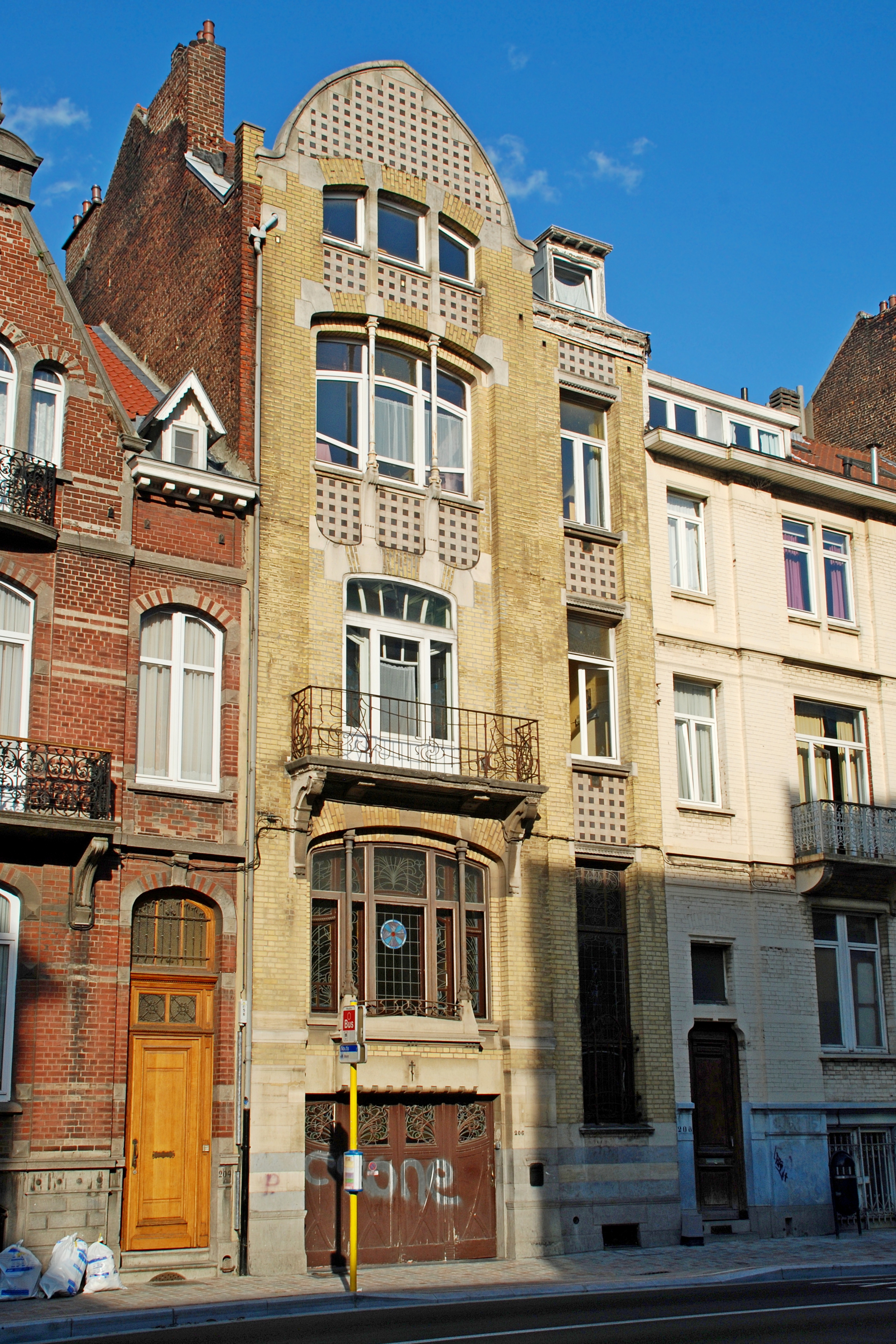
Franz Tilley : Maison Watteyne

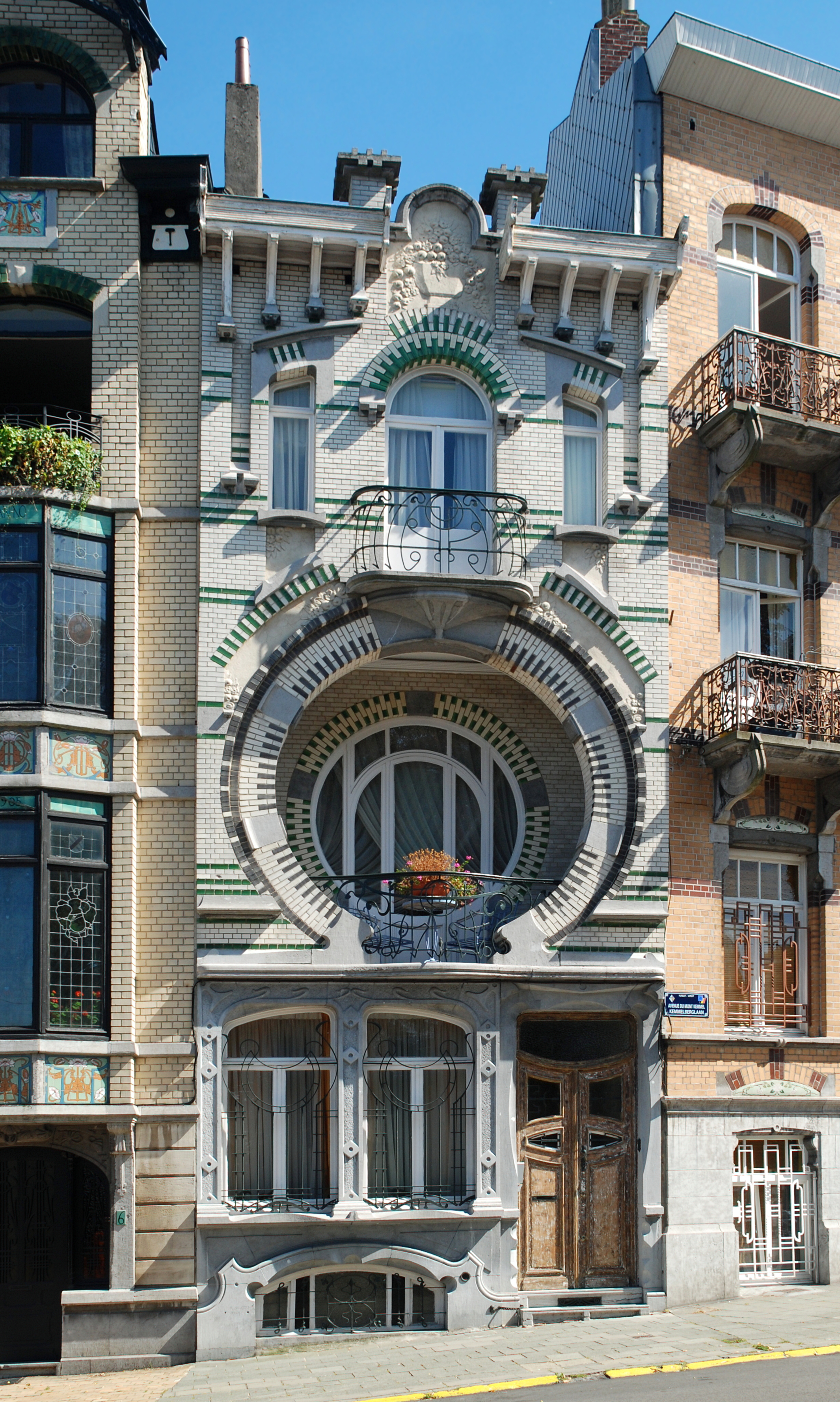
Arthur Nelissen : Maison Nelissen

- 1893 Adolphe Crespin (lithographie, sgraffite)
- 1893 Henry Van de Velde (orfèvrerie, lithographie, mobilier, papier-peint)
- 1894 Isidore De Rudder (céramique)
- 1896 Henri Privat-Livemont (affiches, sgraffite, céramique, vitrail, peinture)
- 1896 Émile Fabry (peinture)
- 1896 Victor Rousseau (sculpture)
- 1897 Philippe Wolfers (orfèvrerie, bijouterie)
- 1897 Charles Van der Stappen (sculpture)
- 1897 Arthur Craco (céramique, sculpture)
- 1897 Pierre-Jean Braecke (sculpture)
- 1897 Fernand Dubois (sculpture)
- 1897 Alfred Willy Finch (céramique)
- 1898 Gabriel Van Dievoet (sgraffite)
- 1898 Henri Meunier (affiches)
- Célestin Joseph Helman (céramique)
- E. Houbion

#### Arts décoratifs de style «Art nouveau géométrique»
- 1894 Gustave Serrurier-Bovy (mobilier)
- 1897 Georges Hobé (mobilier)
- 1900 Paul Cauchie (sgraffite)

### Architecture

#### Architecture de style «Art nouveau floral»
- Bruxelles :
  - 1893 Victor Horta
  - 1894 Octave Van Rysselberghe
  - 1895 Henry Van de Velde (voir également rubrique « Arts décoratifs »)
  - 1895 Alphonse Groothaert
  - 1895 Jules Brunfaut
  - 1897 Ernest Blerot
  - 1897 Oscar Francois et la Grande Maison de Blanc
  - 1897 Léon Govaerts
  - 1898 Georges Peereboom
  - 1899 Paul Saintenoy
  - 1899 Gustave Strauven
  - 1899 Victor Taelemans
  - 1899 Georges Delcoigne
  - 1899 William Jelley
  - 1899 Ernest Delune
  - 1900 Benjamin De Lestré de Fabribeckers
  - 1900 Albert Roosenboom
  - 1900 Richard Pringiers
  - 1902 Aimable Delune
  - 1902 Constant Bosmans et Henri Vandeveld
  - 1902 Jules Piermont
  - 1902 Louis Bral
  - 1903 Henri Jacobs
  - 1903 Alex Desruelles
  - 1904 Arthur et Auguste Toisoul
  - 1904 Dominique Fastré
  - 1904 Léon Delune
  - 1905 Paul Vizzavona
  - 1905 Émile Lambot
  - 1905 Ernest Linard
  - 1907 Joseph Purnelle
  - 1909 Nicolas Pourbaix
  - A.Lefèvre
- Wallonie :
  - 1896 Paul Jaspar (Liège)Victor Rogister : Maison Lapaille à Liège.Edouard Frankinet, maison Leclef rue Daoust à Dinant, détail de l'oriel
  - 1899 Alfred Frère (Charleroi)

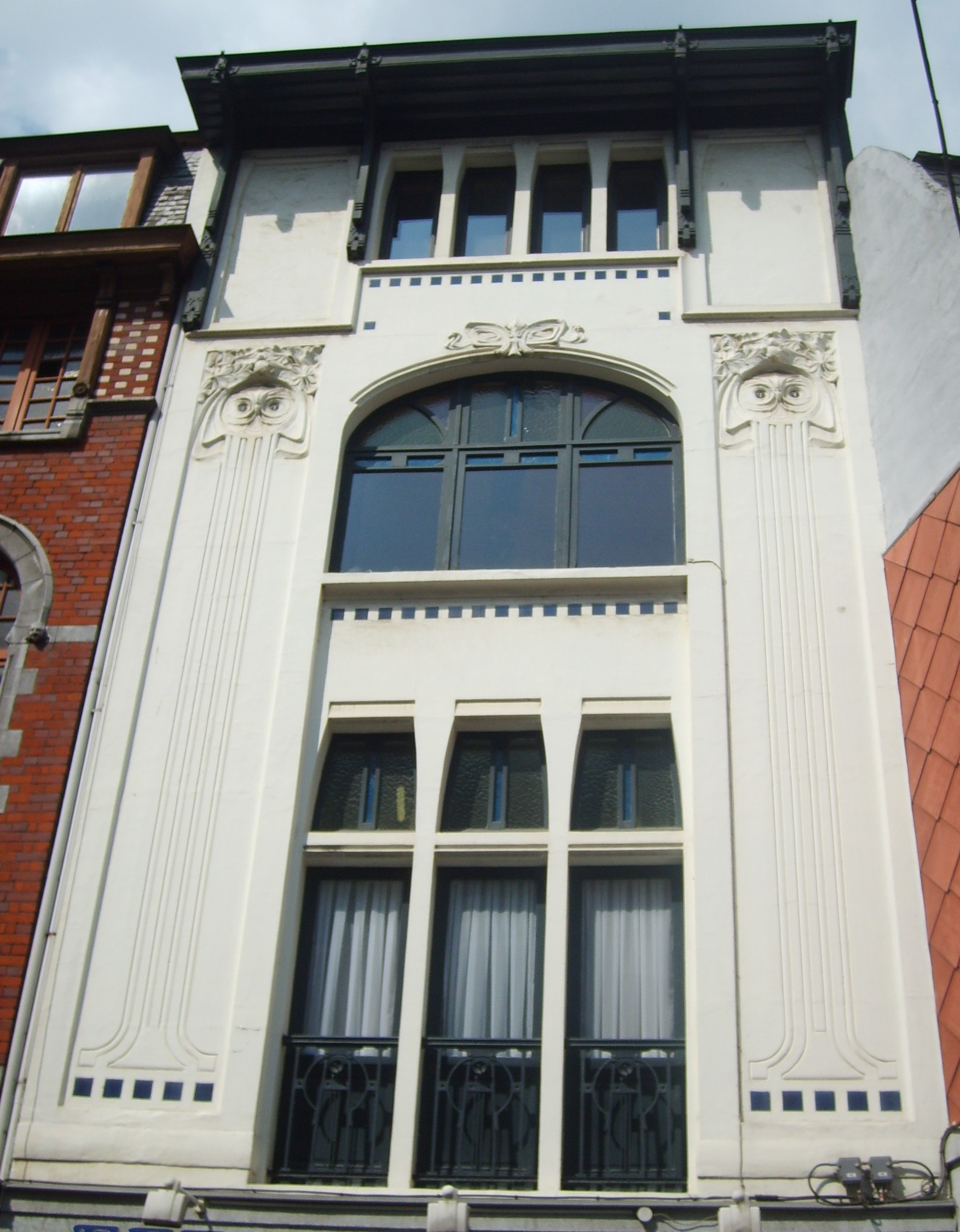
Victor Rogister : Maison Lapaille à Liège.

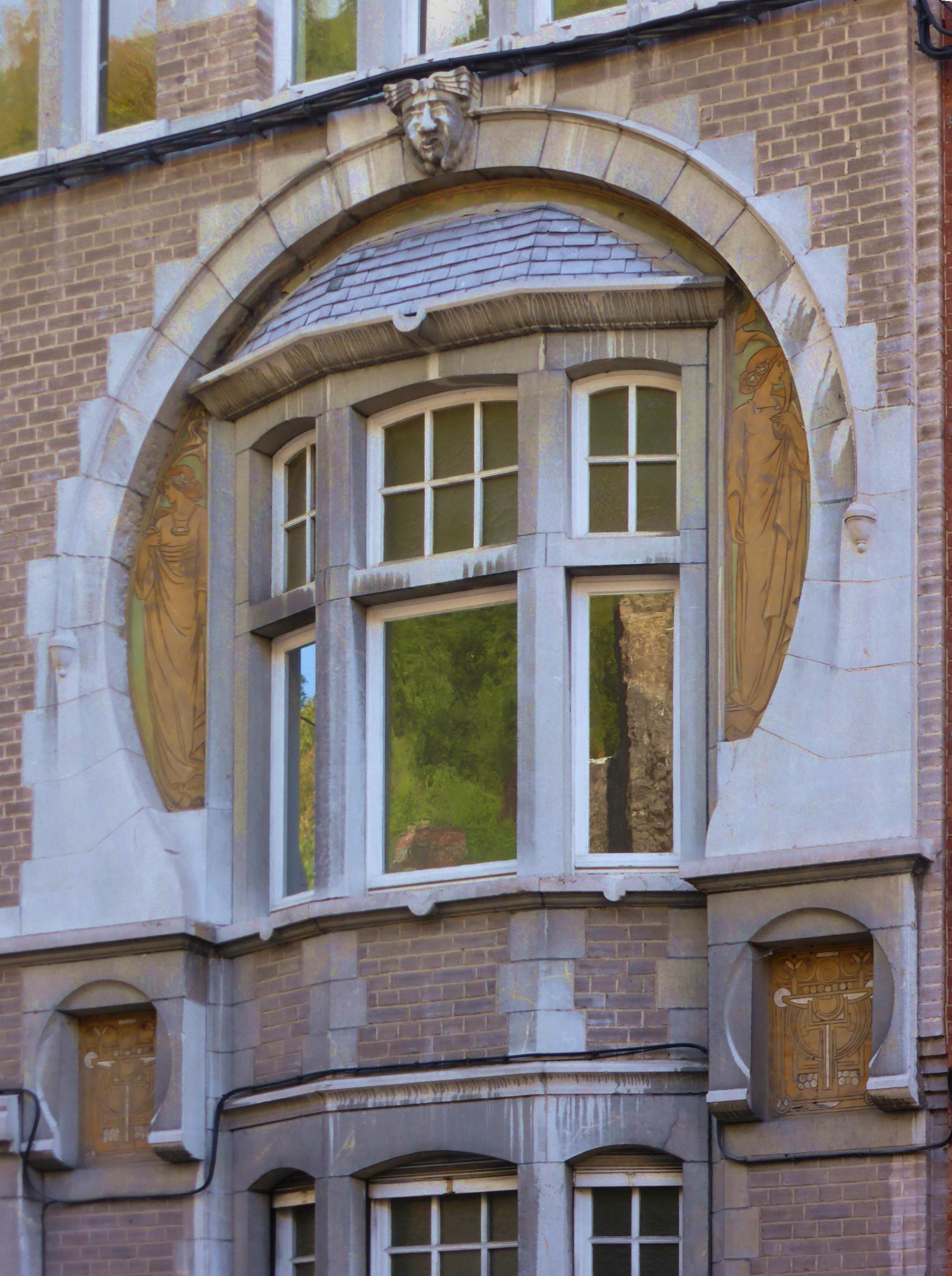
Edouard Frankinet, maison Leclef rue Daoust à Dinant, détail de l'oriel

  - 1900 Jules Lalière (Namur - Salzinnes)
  - 1901 Victor Rogister (Liège)
  - 1904 Eugène Bodson (Pâturages, Colfontaine, Quaregnon)
  - 1905 Jules Micha (Liège)
  - 1905 Jean Hocepied (Mouscron)
  - 1906 Adolphe Ledoux (Namur - Jambes)
  - 1906 Gustave Fache (Mouscron)
  - 1907 Achille Simon (Andenne)
  - 1909 Clément Pirnay (Liège)
  - Paul Comblen (Liège)
- Flandre :
  - 1904 Jacques De Weerdt

#### Architecture de style «Art nouveau géométrique»
- Bruxelles :
  - 1893 Paul Hankar
  - 1896 Armand Van Waesberghe
  - 1897 Georges Hobé (voir également rubrique « Arts décoratifs »)
  - 1898 Paul Hamesse
  - 1898 Édouard Pelseneer
  - 1900 Léon Sneyers
  - 1900 Benjamin De Lestré de Fabribeckers
  - 1900 Fritz Seeldrayers
  - 1900 Camille Damman
  - 1901 Jean-Pierre Van Oostveen
  - 1902 Franz Tilley
  - 1902 Fernand Symons
  - 1903 Victor Boelens
  - 1903 Alphonse Boelens
  - 1904 Jean-Baptiste Dewin
  - 1904 Michel Mayeres
  - 1905 Paul Cauchie (voir également «Arts décoratifs»
  - 1905 Fernand Lefever
  - 1906 Joseph Dosveld
  - 1907 Edouard Frankinet
  - 1907 Louis Couprié
  - 1907 Edmond Lodewyck
  - 1908 Adhémar Lener et Antoine Pompe
  - 1910 Arthur Nelissen
- Flandre :
  - 1901 Emiel Van Averbeke (Anvers)
- Wallonie :
  - 1903 Émile François (Soignies et Braine-le-Comte)
  - 1909 R. Magis (Andenne)
  - 1914 Charles Trussart (Namur - Jambes)
  - 1914 Maréchal (Amay)
  - 1908 François Guiannotte (Charleroi)

## Principales réalisations Art nouveau en Belgique

### Province
Outre les architectes de province cités plus haut, il convient de mentionner les édifices réalisés en province par les ténors de l'Art nouveau bruxellois ainsi que quelques édifices provinciaux remarquables.

#### Réalisations en province des architectes Art nouveau bruxellois
- Victor Horta :
  - le Musée des Beaux-Arts de Tournai
  - la Villa Carpentier à Renaix (Ronse)
- Paul Hamesse :
  - la Villa Beau Site à Genval
- Paul Saintenoy :
  - la Maison Losseau à Mons
- Alphonse Groothaert :
  - maison de commerce, Marché aux Légumes n°1 à Arlon

#### Édifices remarquables en Wallonie
Province du Brabant wallon
- la gare de Genval

Province de Hainaut
- Charleroi :

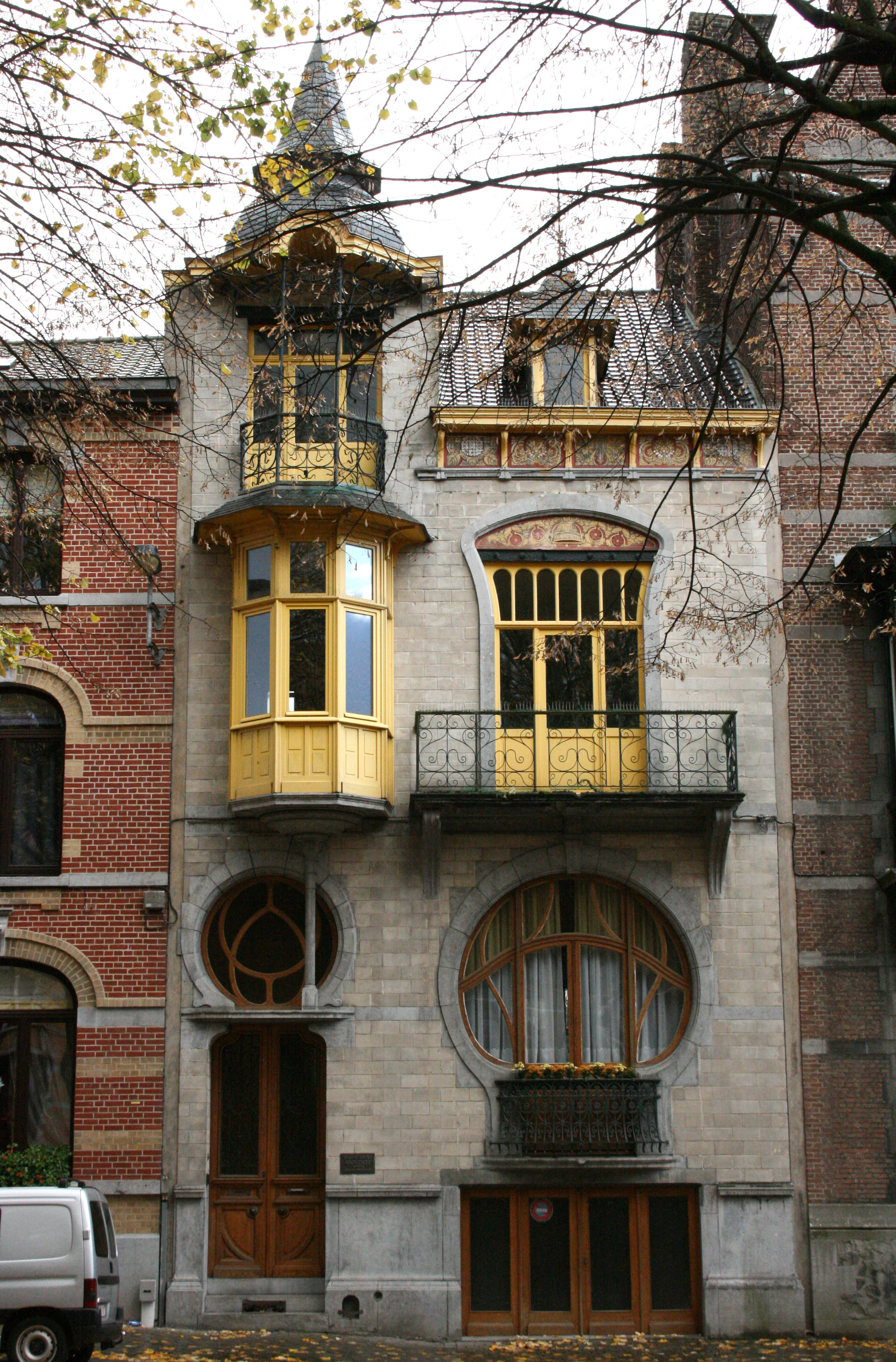
Tournai, place Victor Carbonnelle, 5

  - la « Maison des médecins »,François Guiannotte rue Léon Bernus, 40, 1908
  - la Maison Lafleur, François Guiannotte boulevard Solvay, 7, 1908
  - la Maison dorée d'Alfred Frère, avec des sgraffites de Gabriel van Dievoet, rue Tumelaire, 15, 1899
  - la Maison Gaspar-Thibaut par l'architecte Oscar Van de Voorde, 1900

- Mons
  - la Maison Losseau, rue de Nimy, 37 à Mons (intérieur)
- Tournai :
  - devanture de magasin avenue des Nerviens, 24
  - place Victor Carbonnelle, 5, Georges De Porre, 1903
  - avenue Van Cutsem, 27/29, Strauven, 1904
  - boulevard des déportés, 36, Strauven, 1907

- autres
  - le Palace, salle de Fêtes, rue de Brantignies, 4-6 à Ath, 1919
  - la Maison du Peuple de Pâturages d'Eugène Bodson, avec un sgraffite de Paul Cauchie

Province de Liège

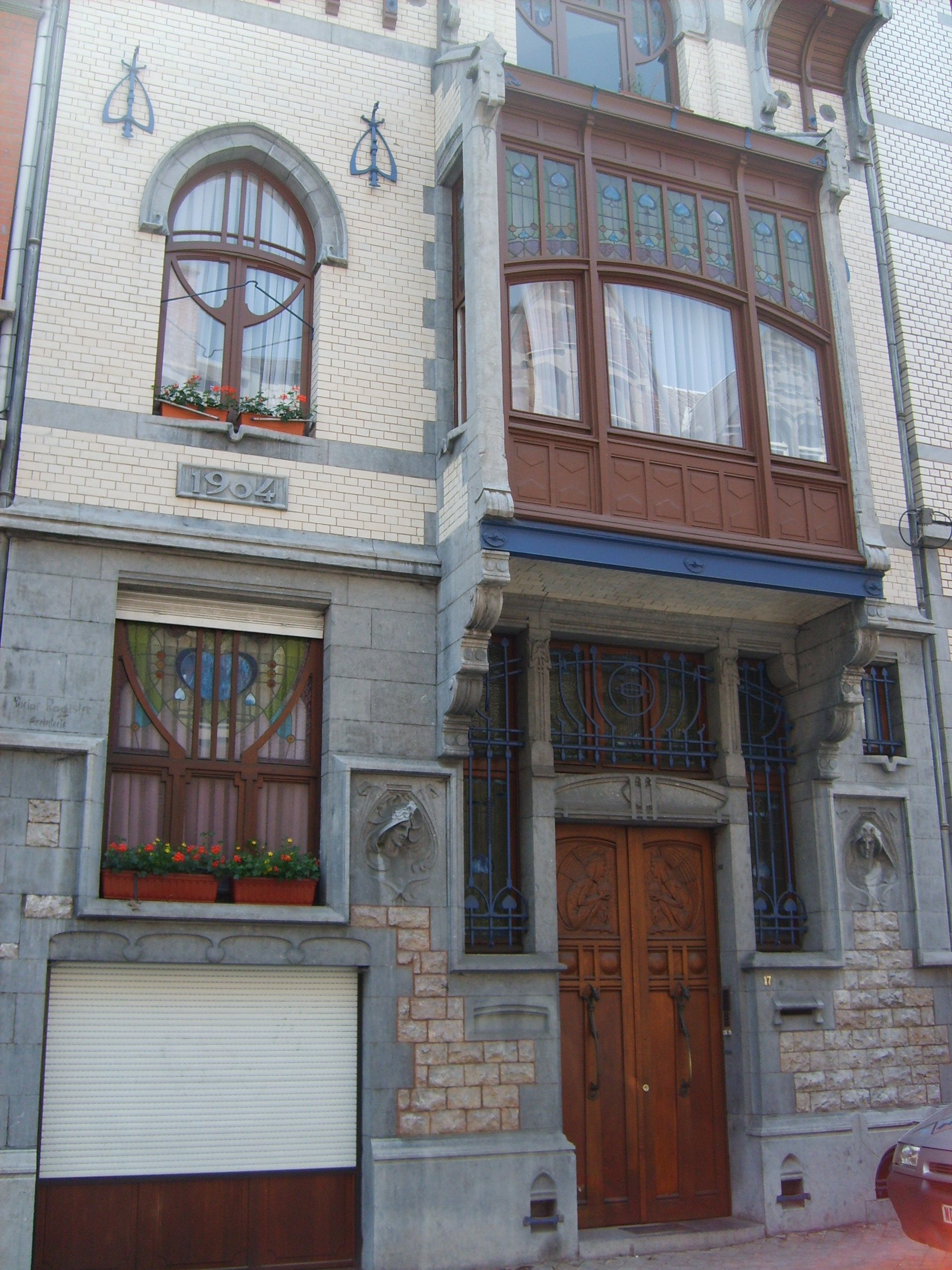
Liège : Maison Piot

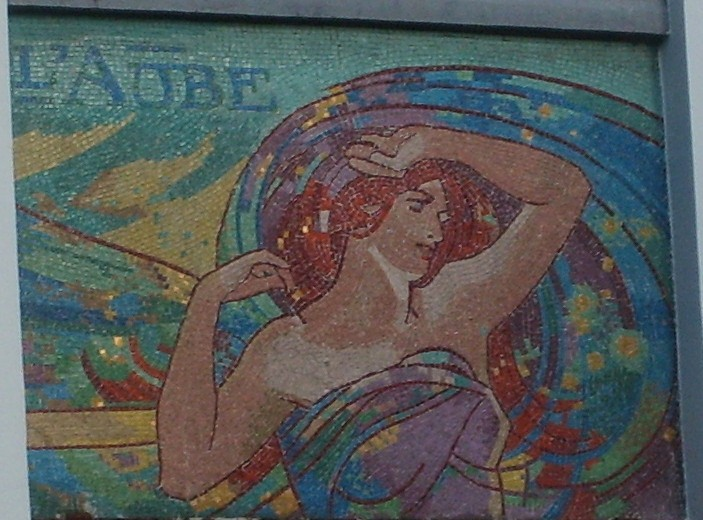
Cointe (Liège) : Mosaïque de la Villa l'Aube

- L'art nouveau à Liège ville compte plus de 200 réalisations dont :
  - la Maison Piot, la Maison Pieper, la Maison Counet, la Maison Jules Alexandre et la Maison Lapaille de Victor Rogister
  - la Villa l'Aube de Gustave Serrurier-Bovy à Cointe (Liège)
  - la Maison Comblen de Paul Comblen
  - la Maison Bénard, la Maison du docteur Janssens-Lycops, la Maison Van der Schrick, la Maison Michel et la Maison Jaspar de Paul Jaspar
  - l'Hôtel Verlaine, la Maison Dubois et la Séquence Devignée de Maurice Devignée
  - la Maison Bacot, la Maison Brasseur-Bodson, la Séquence Thuillier, etc.
  - Rue du vieux Mayeur : une douzaine de réalisations art nouveau dont aux n° 38, 42/44 : arch. Paul Jaspar et aux n° 51 à 55 : une séquence de Joseph Nusbaum

- la Maison Charlier de Gustave Charlier, rue du Marché, 26 à Spa
- la Villa Henrijean ou White House de Paul Jaspar, avenue Prof.Henrijean à Spa

- Cercle artistique de Huy, rue de France, 19 à Huy: 2 grands sgraffites de Paul Cauchie
- Séquence des 4 villas Maréchal, chaussée Roosevelt, 34 à 40 à Amay : céramiques florales
- la Maison Bauwens à Verviers
- Rue du Palais, 141 à Verviers (arch. Vivroux, 1904)
- Maison Peret, avenue Laboulle à Tilff

Province de Luxembourg
- Marché aux Légumes, 1 (rez-de-chaussée) à Arlon (arch. Alphonse Groothaert)
- Rue Godefroid Kurth, 53 à Arlon
- la Pharmacie Goffaux, rue du Commerce, 32 à Marche-en-Famenne
- Rue Dupont, 42 à Marche-en-Famenne, Maison Lecomte (arch. P. Louwers)

Province de Namur
- l'Office du tourisme d'Andenne, place des Tilleuls, 48 à Andenne
- la Villa Bagatelle, rue Tillieux, 54 à Jambes
- la "Maison aux deux vitrines", avenue Materne, 82/84 à Jambes
- les Villas Marcel, Gaby et À l'oiseau bleu, rue de Dave, 92/94/96 à Jambes (arch. A Ledoux)
- Rue de la Gare fleurie, 4, 6 et 10 à Jambes

#### Édifices remarquables en Flandre
Province d'Anvers

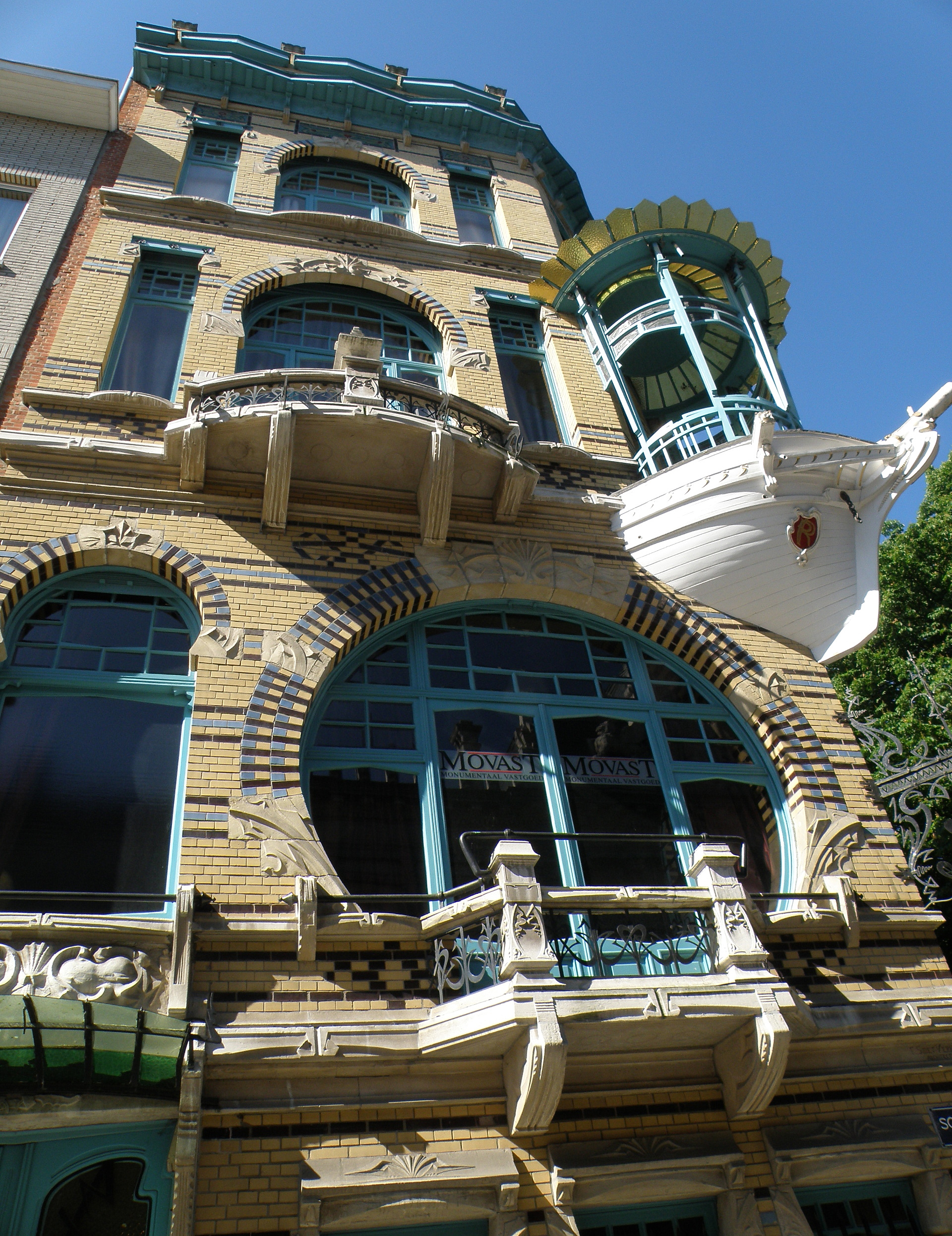
Les Cinq Continents (Anvers).

- l'art nouveau à Anvers est surtout présent dans le quartier Zurenborg :
  - Maison Zonnebloem (Maison le Tournesol), Cogels Osylei, 50, Jules Hofman, 1900
  - plusieurs maisons Cogels Osylei
  - Ensemble Den Tijd, Waterloostraat, 55-63, séquence d'A.Cols et A.Defever, 1903
  - Maison De Slag van Waterloo (Maison La Bataille de Waterloo),Waterloostraat, 11, F. Smet-Verhas
  - Maisons combinées Lotus et Papyrus, Transvaalstraat, 52/54, Joseph Bascourt, 1901
  - Maison du Peuple Help U Zelve, Volksstraat, 40 à Anvers, Emiel Van Averbeke et J. Van Asperen, 1901
  - Maison De Vijf Werelddelen (les 5 Continents), Schildersstraat, 2 à Anvers, F. Smet-Verhas, 1901

- Maison, Koningin Astridlaan, 102 à Malines
- le jardin d'hiver Art nouveau de l'Institut des Ursulines à Wavre-Sainte-Catherine (Onze-Lieve-Vrouw-Waver, Sint-Katelijne-Waver)

Province du Brabant flamand
- Villa Lurman à Kortenberg, Emiel Van Averbeke, 1903

Province de Flandre occidentale
- Villas Les Charmettes, Les Enfants, Le Belvédère, Middelkerkelaan à Westende, Octave Van Rysselberghe , 1908
- Plusieurs villas à Blankenberge
- Phare à Knokke-Heist, Grondel, 1907

Province de Flandre orientale
- Cité ouvrière, Terneuzenlaan, 41-44 à Gand, Geo Henderick, 1910
- Maison-atelier, Terneuzenlaan, 46/48 à Gand, Geo Henderick, 1910
- Maison Van Hoecke-Dessel, Kunstlaan, 41 à Gand, Achiel Van Haecke-Dessel, 1903

- Villa Carpentier, Doorniksesteenweg, 9 à Renaix, Victor Horta, 1899-1903

Province du Limbourg
- ancienne chocolaterie Rosmeulen à Nerem (arch. Clément Pirnay, 1909)

### Réalisations Art déco des architectes Art nouveau belges
Après la Première Guerre mondiale, certains architectes Art nouveau se tourneront bien entendu vers l'Art déco.
Citons entre autres, par ordre chronologique de leur production Art déco :
- Victor Horta :
  - 1919-1928 : Palais des Beaux-Arts de Bruxelles, rue Ravenstein (commande en 1919, travaux de 1922 à 1928)
- Léon Sneyers :
  - 1920 : avenue Churchill, 187
  - 1923 : Maison personnelle de Léon Sneyers, avenue de l'Echevinage n° 21
- Joseph Purnelle :
  - 1920 : rue Théodore Verhagen, 22
  - 1930 : rue des Fortifications, 9
  - 1935 : rue Royale, 93
- Jean-Baptiste Dewin :
  - 1922 : avenue Molière, 269 (portail aux hiboux)
  - 1926 : Institut Médico-Chirurgical de la Croix-Rouge (et école d'infirmières Edith Cavell), à l'angle de la place G.Brugmann et de la rue J.Stallaert
  - 1926 : Mémorial au Dr Depage, par le sculpteur G.Devreese et JB Dewin (devant le bâtiment ci-dessus)
  - 1927 : boulevard du Jubilé, 86-88 et rue Hollevoet, 1 à 5
  - 1927-1928 : rue Montjoie, 241
  - 1926-1932 : nouvel Hôpital Saint-Pierre à Bruxelles, rue Haute n° 322
  - 1932 : Maternité de l'Hôpital d'Ixelles, rue Léon Cuissez, 30
  - 1938 : Maison Communale de Forest, rue du Curé
- Camille Damman :
  - 1922-1923 : Palais de la Cambre, avenue Émile Duray, 62-68 et avenue de la Folle Chanson, 4
  - 1925 : rue Belliard, 197 (immeuble de tendance Art déco)
  - 1925 : cure paroissiale de Notre-Dame de l’Annonciation, rue Joseph Stallaert, 8-12
  - 1930 : pavillon du Venezuela aux expositions universelles d'Anvers et Liège
  - 1933 : rue Defacqz, 125-127
  - 1934 : église Notre-Dame de l'Annonciation, place Georges Brugmann
  - rue Edith Cavell, 10
- Fernand Lefever :
  - 1926 : avenue Seghers, 83
  - 1927 : avenue du Panthéon, 58 (décoration de feuilles de marronnier)
  - 1928 : avenue Seghers, 90
  - 1928 : avenue Seghers, 94
  - 1931 : avenue Seghers, 85
- Emiel Van Averbeke
  - 1931-1933 : Piscine de la Veldstraat à Anvers

## Défenseurs de l'Art nouveau à Bruxelles
L'Art nouveau bruxellois a beaucoup souffert des outrages du temps et de l'homme, mais il a pu compter sur l'action de plusieurs personnalités et associations pour assurer sa sauvegarde :
- Jean Delhaye, collaborateur de Victor Horta et grand défenseur de son œuvre, qui a contribué à la sauvegarde des Anciens magasins Waucquez en faisant procéder au classement de certains éléments en 1975 ainsi que de l'Hôtel Tassel et de l'Hôtel Deprez-Van de Velde (voisin de l'Hôtel van Eetvelde) en s'en portant acquéreur ;
- Jos Vandenbreeden et les Archives Saint-Luc Bruxelles ;
- Françoise Dierkens-Aubry, conservateur du Musée Horta ;
- Michèle Goslar, écrivain, passionnée par l'Art nouveau qui a publié en 2012 une monumentale biographie de Victor Horta ;
- Guy Dessicy, ancien collaborateur de Hergé, qui fut à la base de la réaffectation des Anciens magasins Waucquez en Centre belge de la bande dessinée et qui a sauvé par ailleurs la Maison Cauchie de la disparition en s'en portant acquéreur et en la restaurant avec son épouse Léo ;
- l'association ARAU (Atelier de Recherche et d'Action Urbaines) fondée en 1969, organisatrice de nombreuses visites guidées de Bruxelles visant à faire connaître l'Art nouveau et l'Art déco bruxellois ;
- l'association G.E.R.P.M.-S.C. (Groupe d'Études et de Recherches Peintures Murales - Sgraffites Culturels) fondée en 1991 et engagée dans l'inventaire, la protection et la restauration des sgraffites de Bruxelles, sous l'impulsion de Simone De Boeck, de sa sœur Monique Cordier, restauratrice de sgraffites, et de leur équipe ;
- François Schuiten et Benoît Peeters, auteurs de bande dessinée, qui ont initié, porté et soutenu la restauration et l'ouverture au public de la Maison Autrique.